# ラジオ関西
株式会社ラジオ関西（ラジオかんさい、RADIO Kansai, Ltd.）は、兵庫県を放送対象地域とする中波放送（AMラジオ放送）の特定地上基幹放送事業者。
どのラジオネットワークにも参加していない独立放送局で、本社は神戸ハーバーランドにある。
1952年（昭和27年）4月1日に中波放送局として開局した。全国10番目の民放ラジオで、開局当初は、ラジオ神戸として放送し、日本初のプロ野球ナイター中継や電話リクエスト番組を同年に実施。また、旧愛称はAM KOBEなどがある（詳しくは愛称・略称を参照）。

## 概要
神戸新聞社（神戸新聞・デイリースポーツの発行元）が筆頭株主で、同社の連結子会社である。本社である神戸情報文化ビル（カルメニ）は神戸新聞社とラジオ関西が共同で所有する。
新聞のラジオ欄では「関西」と略して表示される。
元々はNRNに加盟（1965年）していたが、読売ジャイアンツ戦の生中継を巡り、1978年にNRNを脱退（詳しくは『ラジオ関西ジャイアンツナイター』を参照）。それ以後は独立系のラジオ局として、独自の編成が主体だが、番組販売購入によるNRNとJRNとのネット関係は引き続き行う。また同じ独立系の神奈川県のRFラジオ日本、岐阜県の岐阜放送ラジオ（ぎふチャンラジオ）と連携して番組供給も行っている。なお、独立AM局では地方民間放送共同制作協議会（火曜会）には岐阜放送とともに加盟している。
キャッチコピーは、「Always together いつもいっしょ」（2014年）、「ダイヤルは左の端」（1970年代後半）・「神戸からの優しい風」・「あなたに送るメッセージ」（1990年代前半、阪神・淡路大震災前）・「神戸からあなたへ」（2010年代）などがある。
主な受賞歴として、2021年の『「BORDER」～ヒョーゴスラビアにおける県境とは？～』で2021年日本民間放送連盟賞ラジオ教養番組部門最優秀賞を、『知らないけど知っている～わたしたちの1.17』同賞のラジオ報道番組部門優秀賞がある。局として同賞の最優秀賞を受賞するのは初であったほか、同じ年に複数の番組が同賞を受賞するのも初であった。このほか『田辺眞人のまっこと ! ラジオ』で2016年同賞のラジオ生ワイド部門優秀賞などを受賞した。また、同年には『勝利から焦土へ～神戸と戦争の記録～』が第12回日本放送文化大賞近畿地区候補番組に選ばれた。

### 愛称・略称
| 正式 名称   | 愛称                    | 略称    | 備考                                       | 使用期間                      |
| ----------- | ----------------------- | ------- | ------------------------------------------ | ----------------------------- |
| 神戸 放送   | ラジオ神戸              | CR      | -                                          | 開局 - 1952年4月1日           |
| ラジオ 関西 | ラジオ関西              | CR      | 「ラジ関」と略されることもあった           | 1960年1月1日 - 1994年9月30日  |
| ラジオ 関西 | AM KOBE 558 （AM KOBE） | AMK     | 「エイエムこうべ・ゴーゴーエイト」と読む。 | 1994年10月1日 - 2004年3月31日 |
| ラジオ 関西 | AM KOBE ラジオ関西      | AMK     | 暫定併用                                   | 2004年4月1日 - 11月30日       |
| ラジオ 関西 | AM KOBE ラジオ関西      | AMK CRK | 暫定併用                                   | 2004年12月1日 - 12月31日      |
| ラジオ 関西 | ラジオ関西              | CRK     | 「ラジ関」と略されることもある             | 2005年1月1日 -                |

開局時の正式名称（商号）は「神戸放送」で、愛称が「ラジオ神戸」。1960年に両者とも「ラジオ関西」にしている。東浦町（現・淡路市）に現送信所が完成した1994年10月1日から、送信所完成記念事業の一環として制定した「AM KOBE」（正式な愛称は「AM KOBE558」）の愛称を使用。だが2005年の阪神・淡路大震災10周年を機に「ラジオ関西」というオリジナル・ブランド名の再生と統一イメージの徹底を図るために、社名呼称・表記を統一する運びとなり、2004年4月より段階的に愛称を社名と同じラジオ関西に戻していき、2005年1月1日に完全移行した。ただし、外部制作の一部番組では、今もAM KOBEの名称が使用されることもある（特にAM KOBE時代に放送を開始した番組）。
略称は愛称がAM KOBEになる以前はコールサイン「JOCR」からCRが、AM KOBE時代はAMKが使われてきたが、2004年12月1日付けでCRK（コールサインのCRと関西、神戸の頭文字であるKを組み合わせた略称）に変更した。また、2004年12月1日付けでウェブサイトのURLやメールアドレスも変更された。（www.amkobe.co.jp → jocr.jp）

## 本社・支社・支局所在地
（この節の出典：）
- 本社 - 兵庫県神戸市中央区東川崎町1丁目5番7号 神戸情報文化ビル7階
- 姫路支社 - 兵庫県姫路市豊沢町78番地 神戸新聞社姫路本社ビル4階[3][4]
- 東京支社 - 東京都千代田区内幸町2丁目2番1号 日本プレスセンタービル6階[注 3]
- 大阪支社 - 大阪府大阪市西区江戸堀1丁目10番8号 パシフィックマークス肥後橋6階
- 九州支局 - 福岡県福岡市中央区大名2丁目2番41号 サンライフ大名207号室（サンテレビジョン九州支局と同室）

## 資本構成
企業・団体は当時の名称。出典：

### 2015年3月31日
| 資本金      | 発行済株式総数 | 株主数 |
| ----------- | -------------- | ------ |
| 4億2000万円 | 840,000株      | 158    |

| 株主         | 株式数    | 比率   |
| ------------ | --------- | ------ |
| 神戸新聞社   | 440,150株 | 52.39% |
| 兵庫県       | 078,000株 | 09.28% |
| 神戸市       | 078,000株 | 09.28% |
| 川崎重工業   | 025,200株 | 05.72% |
| 三井住友銀行 | 022,000株 | 05.00% |

## 沿革

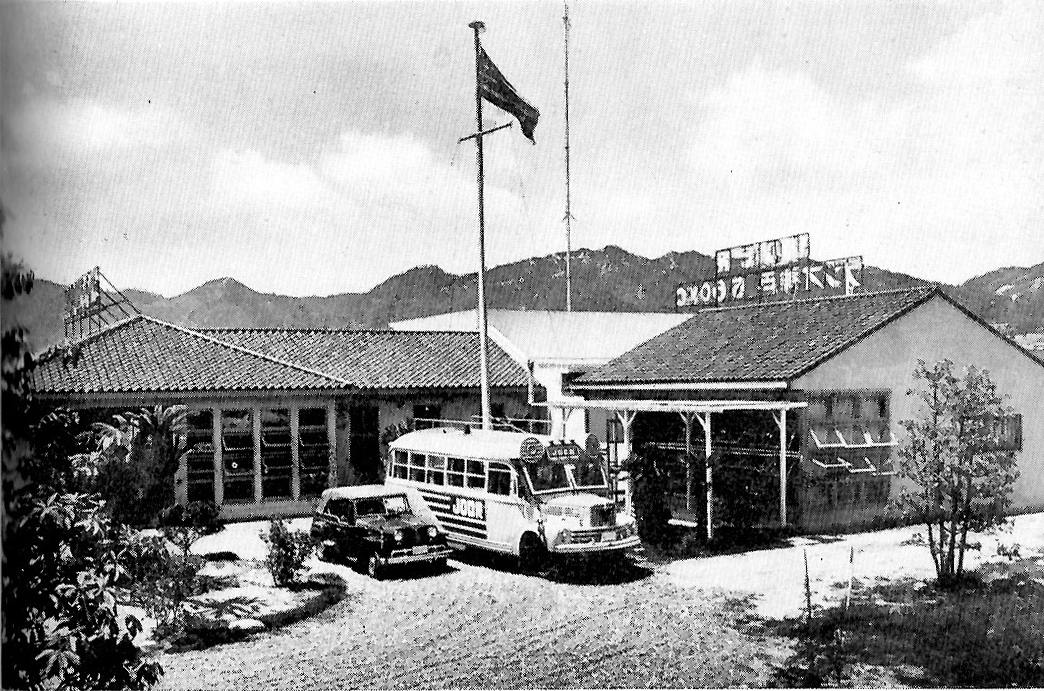
開局当初のJOCRラジオ神戸

- 1951年（昭和26年）8月22日 - 神戸放送株式会社創立[2]。
- 1952年（昭和27年）
  - 3月20日 - 神戸放送に本免許交付（呼出符号:JOCR、周波数:1490kc、出力:1kW）。
  - 4月1日 - 開局[2]。
  - 7月15日 - 日本の放送局で初のプロ野球ナイター中継を放送。
  - 12月24日 - 日本の放送局で初の電リク番組をクリスマス特別番組として放送。
- 1953年（昭和28年）8月1日 - 可聴エリアが想定よりも狭かったことや当時高周波数に対応していないラジオ受信機が普及していた現状を踏まえ、周波数560kc、出力3kWに変更[9]。
- 1958年（昭和33年）11月22日 - 共同出資により、関西テレビ放送を開局。
- 1958年（昭和33年）12月27日 - 関西テレビ放送・ラジオ京都・ラジオ大阪との合同でステレオ実験放送。
- 1960年（昭和35年）
  - 1月1日 - 株式会社ラジオ関西に社名変更[2]。出力を10kWに増強。
  - 7月1日 - 現在も続く音楽番組『歌声は風に乗って』が放送開始。
- 1965年（昭和40年）5月3日 - NRNに加盟。
- 1967年（昭和42年）9月 - 「さんちかサテライトスタジオ」を設置。
- 1968年（昭和43年）3月16日 - 神戸市須磨区行幸町1丁目1番6号の公団住宅（現：都市再生機構）内に新社屋完成・移転（ラジオ関西ホールも併設）。
- 1971年（昭和46年）11月1日 - 出力20kWに増強[10]。
- 1972年（昭和47年） - 『海の見える放送局』をテーマソングやキャッチフレーズに使用開始。
- 1977年（昭和52年）4月1日 - 開局25周年記念。
- 1978年（昭和53年）
  - NRNより除名（『ラジオ関西ジャイアンツナイター』を参照）。
  - 11月23日 - 周波数逼迫並びに混信解消を目的とする国際電気通信連合（ITU）の取り決めにより、周波数558kHzに変更[9]。試験電波発射終了のアナウンスの声で「JOCR、JOCR、JOCR、こちらはラジオ関西です。周波数558kHz、出力20kWで、試験電波を発射しました。」
- 1982年（昭和57年）4月1日 - 開局30周年記念。
- 1992年（平成4年）
  - 4月1日 - 開局40周年記念。
  - 5月1日 - 豊岡放送局開局（呼出符号:JOCE、周波数:1395kHz、出力:1kW）。
- 1994年（平成6年）11月23日 - 淡路市の送信所を移転し、これをきっかけに愛称「AM KOBE558」（エイエムコウベ・ゴーゴーエイト）を制定（略称AM KOBE）
- 1995年（平成7年）
  - 1月17日 - 5:46:55に阪神・淡路大震災（兵庫県南部地震）で被災。倒壊は免れたがスタジオが損壊（後に建物が全壊指定。このため一時は局の創立以来の資料・レコード等もほとんど持ち出せない状況に陥った）。幸いにも送信設備などは無事だったため、14分の中断ののち6:00 - 1月20日 3:00にコマーシャル抜きで特別番組を放送。
  - 2月1日 - プレハブ建ての仮社屋と「シェルタースタジオ117」を立ち上げ、移転。
- 1996年（平成8年）8月8日 - 本社を中央区の神戸ハーバーランド「神戸情報文化ビル・エコールマリン」に移転。
- 2002年（平成14年）
  - 4月1日 - 開局50周年記念。
  - 9月 - 「ラジオ関西五十年史」を発行（ラジオ関西社史編纂委員会・編集、223ページ。ラジオ関西が社史を発行したのはこの時だけである）。
- 2004年（平成16年）4月1日 - 愛称を2005年1月1日から、震災10周年をきっかけにラジオ関西に戻すことを決め、2004年一杯まで暫定的に「AM KOBE」と「ラジオ関西」の愛称を併用。
- 2005年（平成17年）
  - 1月1日 - 正式に愛称をラジオ関西で1本化。呼称もAMKからCRKに変更
  - 9月1日 - ラジオ大阪・和歌山放送との間で、地震等の大規模災害時の相互援助協定を締結（後にKBS京都も参加）。
- 2006年（平成18年）7月3日 - 2008年（平成20年）3月31日 - 『ラジオ関西 おもしろ神戸・ひょうご学』放送開始。
- 2007年（平成19年）
  - 1月2日・3日 - RF制作の『東京箱根間往復大学駅伝競走』を初めて完全中継。
  - 4月1日 - 開局55周年記念。
  - 4月2日 - 開局以来初めての完全24時間放送を開始。
- 2009年（平成21年）4月1日 - 都賀川での水難事故を受けて開発された「増水警報システム」を運用開始。それに伴い、「ラジオ関西地域気象情報」運用開始。
- 2011年（平成23年）
  - 4月12日 - radikoの実用化試験配信放送を開始。サービスエリアは兵庫県のみ。
  - 10月12日 - radikoの本配信を開始。
  - 11月1日 - radikoの配信サービスエリアを大阪府に拡大。
- 2014年（平成26年）4月2日 - radiko.jpプレミアムにより日本全国への配信を開始。
- 2015年（平成27年）4月1日 - 平日の日中に放送されていた生ワイド番組を大幅再編、平日午前から午後にかけて日替わりパーソナリティによる大型生ワイド番組『こちら、海の見える放送局』を放送開始。
- 2017年（平成29年）10月2日 - radikoの配信サービスエリアに京都府に拡大。
- 2018年（平成30年）12月14日 - FM補完放送（ワイドFM）の試験放送を神戸放送局（摩耶山）と姫路放送局（仁寿山）で開始[11]。
- 2019年（平成31年）4月1日 - FM補完放送の本放送を開始[11][12]。
- 2021年（令和3年）
  - 1月 - 完全24時間放送が再開される。
  - 4月 - radikoの配信サービスエリアが、3府県に加えて滋賀県、奈良県、和歌山県の6府県に拡大する[13]。

## 放送局
| 親局         | コールサイン | 周波数  | 出力 | 所在地                                      | 備考                               |
| ------------ | ------------ | ------- | ---- | ------------------------------------------- | ---------------------------------- |
| 神戸         | JOCR         | 558kHz  | 20kW | 兵庫県淡路市小磯1番1号                      | 本社演奏所屋上に予備送信所100Wあり |
| 中継局       | コールサイン | 周波数  | 出力 | 所在地                                      |                                    |
| 豊岡         | JOCE         | 1395kHz | 1kW  | 兵庫県豊岡市出石町伊豆字ウグイ1298番1号     |                                    |
| FM補完中継局 |              |         |      |                                             |                                    |
| 神戸         |              | 91.1MHz | 1kW  | 兵庫県神戸市灘区摩耶山町                    |                                    |
| 姫路         |              | 91.1MHz | 100W | 兵庫県姫路市四郷町東阿保669番31号（仁寿山） |                                    |

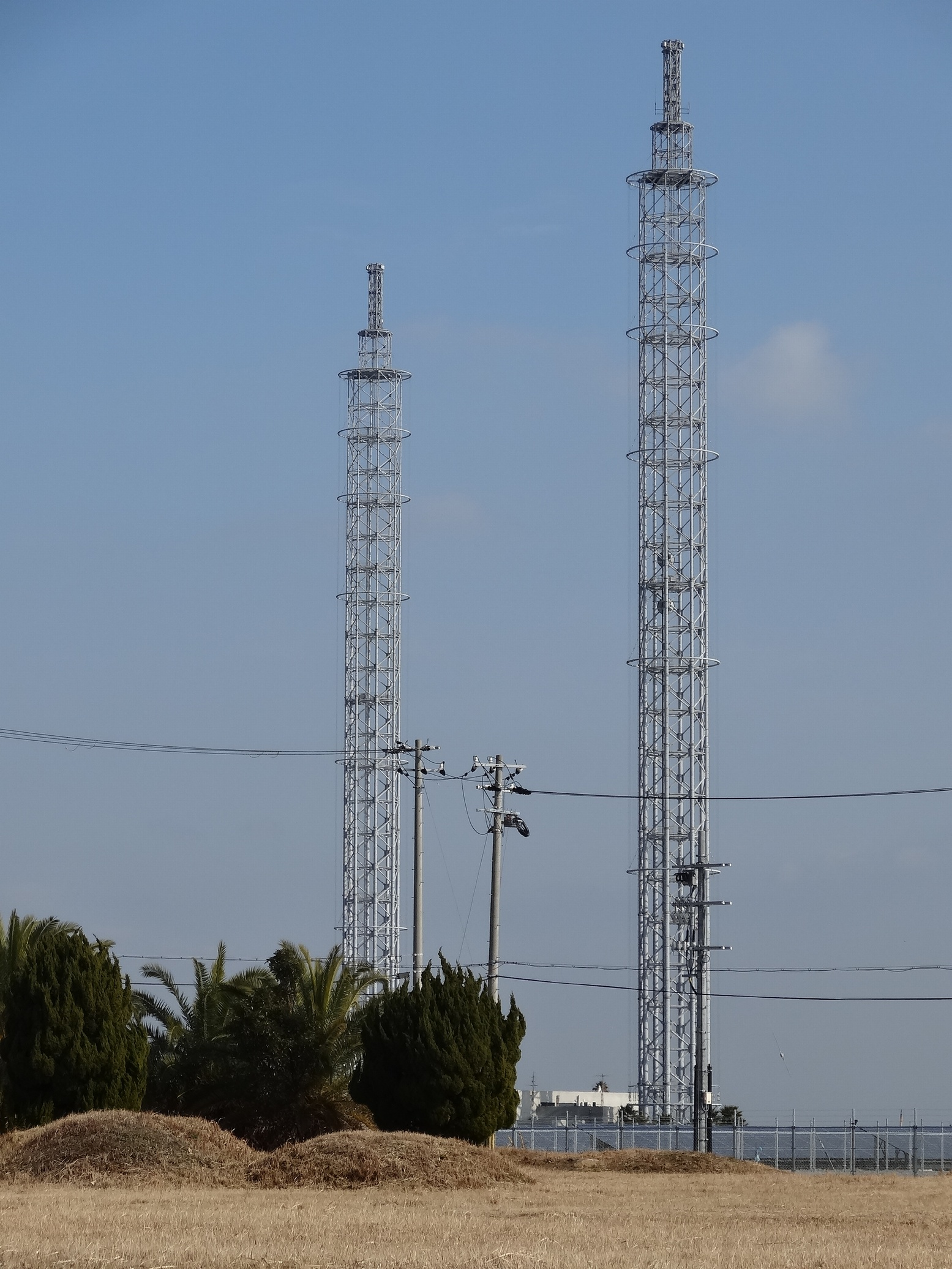
淡路送信所（JOCR）

淡路送信所は日本標準時子午線にほど近いため、その東経135度にちなみ高さ135mであり、北東方向に指向性を設けるため同じ高さの送信塔が2本立っている。
FM補完中継局は2019年4月1日に本放送開始。山口放送・日本通信機によって開発されたFM同期放送システムを導入し、神戸と姫路で同一周波数送信を実施している。

## スタジオ
本社（神戸情報文化ビル）
スタジオは7階に701 - 704の4つと、1階にスタジオサルパ（別名101スタジオ）がある。
さんちかサテライトスタジオ（さんちか夢広場）
1967年9月に三宮地下街（さんちか）6番街にさんちかサテライトスタジオが設けられる。1995年の阪神・淡路大震災で被災し、復興後現在の夢広場に移転した。
三宮再整備計画に伴い、2022年3月31日をもってスタジオを閉鎖することとなり、開設以来55年の歴史に幕を閉じることとなった。
最終レギュラー番組は、日曜 12:30 - 12:55に放送していた『さんちかサテスタサンデー』。また、放送では流れないがさんちかフロア内限定で毎日日中にオリジナル番組を流していた。
スタジオ閉鎖を前に、2月1日より最終日となる3月31日まで「ありがとう さんちかサテスタ」と題し、55年間の写真をちりばめたデザインに変更。さらに3月7日から11日は特別番組『ありがとう さんちかサテライトスタジオ「さんちか Time goes on」』と題した特別番組を13:37 - 15:00に編成した。
出演パーソナリティは7日：原田伸郎、8日：ばんばひろふみ、9日：堀内孝雄、10日：イルカ、11日：もんたよしのりとなり、増井孝子が全曜日アシスタントを担当した。
東京スタジオ（東京支社）
東京支社は当初、営業・取材などの在京拠点だったが、在京のパーソナリティーの出演を可能にするためにスタジオを開設。運用停止していた期間を経て、現在は、アニたまどっとコム枠を中心に多数の番組の収録を行っている。ジャイアンツナイター及びNRN番組の同時ネット用に本社と専用線で結ばれているので生放送が可能（過去に『集まれ昌鹿野編集部』などが行っている）だが、現時点でレギュラーの生放送番組はない。
大阪スタジオ
一部番組の収録及び、音楽番組（特にSanae's Cafe）のゲストコメント収録に使用。サンテレビジョンと共用（姫路にも同様のスタジオがある）。
この他、スタジオではないが、直接送信所に送り出しが可能な非常用の放送設備が兵庫県庁（毎月17日に昼ワイド番組内にてテストを兼ねて県庁から放送する）と、淡路送信所内に存在する。また、かつては神戸トヨペット豊岡店にサテライトスタジオが存在し、但馬放送局のオリジナル番組をここから放送していたこともあった。

## 再送信実施局

### ケーブルテレビによる再送信
以下のケーブルテレビ局で再送信されている。いずれもFM波に変換されている。
ラジオ関西のサービスエリア内であるにもかかわらず、ラジオ関西の送信施設と受信地の地形、位置の問題により正常な聴取が難しいための措置である。
- 新温泉町ケーブルテレビ夢ネット（81.2MHz）
- 養父市ケーブルテレビジョン（77.8MHz）
- 京阪神ケーブルビジョン（77.1MHz）

### ギャップフィラー中継局による再送信
香美町内では地形的な原因でAMラジオが難聴取となっており、それを改善するため、受信障害対策中継放送（ギャップフィラー）による中継局を香美町が設置、2017年1月24日に予備免許が、同年3月13日に本免許が交付され、同年11月1日に開局した。
受信が良好な豊岡市内にAMの受信局を設け、受信した放送をFM波に変換し、イントラネットを経由して、町内11ヶ所の中継局から周波数77.8MHzで再送信する。この方式による中継局の設置は全国初となる。

## インターネット配信
自社制作の生ワイド、収録放送共に番組の一部をPodcastで無料配信を行っているほか、以下の番組についてはAndroidやiOS（IPhone/iPad）などのスマートフォン、タブレット向けに公式アプリが提供されており、アプリ内からは番組本編が全編(楽曲を除く)が聴取できる他、リスナーメッセージの投稿が可能であるなど、他局に比べインターネット配信に精力的である。
- 大阪よし子の今夜、どっち系?（楽曲以外の本編完全配信）

ロボットとITコンサルタントによる異色の雑談力向上トークバラエティ。
スマホアプリでも全編配信されている（楽曲除く）
- 別冊ラジ関

## アニラジ
関西地区のラジオ局ではラジオ大阪と同じく、アニメ、声優関係の番組（アニラジ）が多い（自社制作番組をはじめとして、文化放送などからのネット番組もある）。その歴史は古く1986年には『青春ラジメニア』の前身となる『アニメ玉手箱』を放送開始、1991年にはラジオ関西の番組供給を行っているラジオ日本で突如打ち切りとなった『林原めぐみのHeartful Station』を引き取る形で放送を開始している。2005年6月30日より、木曜から日曜の深夜帯を『アニたまどっとコム』としてくくり、枠内の番組を充実させた。
なお、ラジオ関西が制作するアニラジ番組は、本社スタジオから放送の『青春ラジメニア』『ワタナベフラワームサのアニソン部屋』などの一部を除けば、東京（自社東京支社など）で制作されることが多い。メールアドレスは、自社制作の番組については、○○@anitama.comを使っている（ただし本社制作の前述2番組については一般番組と同じ○○@ jocr.jpを用い、その他の外注・ネット番組ではそれぞれの番組で使用しているものを用いる）。

## 24時間放送開始
ラジオ関西は長らく24時間放送を（災害などの例外を除き）行っておらず、朝は5時開始、放送終了は深夜2 - 3時前後（2006年10月 - 2007年4月1日は、毎日5:00に放送を開始、月曜 - 水曜は3:30、木曜・土曜は3:00、金曜は4:00、日曜は1:30）までの放送であった。
その後2000年代にはレギュラー番組の特番で終夜放送になるなど、通常期でも終夜放送を行える環境が徐々に整って行ったが、2007年の開局55周年を期に、放送をコンピュータ管理で行う新たな送出システムを開発し、また、2006年度下半期18時台の「名曲☆ラジオ☆関西」枠の深夜帯への移動、NRN系一部番組の購入により、2007年4月2日、近畿地方の民間放送ラジオ局で最も遅く完全24時間放送（終夜放送）を開始するようになった。
平日（月曜 - 木曜）の『オールナイトニッポンエバーグリーン』はネット開始当初の半年は4:00開始の1時間ネットだったが、2007年10月2日未明の放送回より3:00の2時間フルネットに移行した。なお編成の都合で金曜・土曜深夜は長らくネットしていなかったが、金曜分に限り2012年10月5日付深夜（10月6日未明）からネットしている。
新しい放送システムでは時間管理も行われている。システム導入前はパーソナリティが時報の読み上げ（『青春ラジメニア』など）を行う場合もあったが、導入後は自動音声（林真一郎アナウンサーによる読み上げ、など）になっており、また、無音状態が続く場合にはBGMなどを自動で挿入する。このためスタジオ内には時間や段取り等が示されるモニターが設置されている。
2016年4月より、毎週日曜深夜（月曜未明）の3:00 - 5:00の2時間、放送機器メンテナンスによる休止時間を設けたため、一旦完全24時間放送ではなくなったが、2021年1月より『オールナイトニッポン0(ZERO)』の土曜日の放送開始による日曜深夜への番組移動により一時期完全24時間放送が再開された。2022年3月時点の民間中波ラジオ局で編成上で「放送休止」がない完全24時間放送となるのは他に北海道の2局（HBCラジオ、STVラジオ）と琉球放送がある。その後2025年4月から放送機器メンテナンスによる休止時間を設けたため、再び完全24時間放送ではなくなった。
なお、民放FM局では2021年10月現在、エフエム栃木、エフエム大阪、エフエム香川で完全24時間放送を実施しているが、ラジオ関西など上記のAM（/ワイドFM）も含め、毎年年数回は主に日曜深夜に当たる月曜未明を中心に放送設備の保守や修繕工事のため、数時間の停波を伴う休止枠が設けられている。

## 他の系列との関係
1978年以降は独立局であるが、関西地区をとりまくネットワーク事情もあり、中波局ネットワークや在京・在阪各局と何らかの関係がある。
NRN
- 1965年のNRN結成に参加し、1977年まではNRN系列に加盟していたが、1978年に後楽園球場などでの読売ジャイアンツ（巨人）主催試合の制作と放送を、日本野球機構主催扱いの巨人主管でのオールスターゲーム・日本シリーズを除いてNRNでできなくなると、関西地方で唯一巨人主催試合を中継することを条件にRFラジオ日本からネット受けをすることとなり、その結果NRNから除名処分を受けて独立局となった。
しかし、「除名処分」と称していても、実態はネット絡みによる円満脱退に近い形だったため、完全にNRNとの関係は解消せず、NRNナイターのCMや[注 9]、一部のナイターオフ番組のスポンサードネットを受けたり、また在阪3局（朝日放送ラジオ、MBSラジオ、ラジオ大阪）で放送しないNRNの番組を「番組販売」の形で時差放送するようになった[注 10]。特にアニたまどっとコム帯の文化放送制作のA&G番組が多い。
- 一方で例外として2012年4月からニッポン放送の『オールナイトニッポン0(ZERO)』は生放送での同時ネット[注 11]となっている。過去にも直接の前番組『オールナイトニッポンエバーグリーン』や平日の22時台に放送されていた『オールナイトニッポン・スーパー（いいネ!）』〔2004年3月終了〕→『HOT'n HOT お気に入りに追加!』〔2004年4月 - 〕→『デーモン小暮 ニッポン全国 ラジベガス』〔2005年3月 - 〕→『東貴博 ニッポン全国 ラジベガス』〔2005年10月 - 〕→『ヤンピース』〔2006年10月 - 〕→『銀河に吠えろ!宇宙GメンTAKUYA』〔2008年9月 - 2009年9月30日打ち切り〕、及び『ラジオふるさと便』〔年度下半期、2006年は10月8日 - 〕も生放送での同時ネットだった。
  - 『銀河に吠えろ!宇宙GメンTAKUYA』は、2008年12月までKBS京都、2009年7月から金曜日以外朝日放送ラジオでも同時ネット放送されていた（2009年12月からは『オールナイトニッポンGOLD』を朝日放送ラジオに同時ネット）。また、KBS京都はそれ以前の22時からの番組も同時ネットされていた。
  - また、『タウンページpresents 石原良純のピーカン子育て日和!』（LF制作）も、野球シーズンオフ（下半期）に限って朝日放送ラジオ、KBSに時差放送ではあるが協賛スポンサーの都合もありネットされているほか、2009年・2010年の『ラジオふるさと便』もエリアが重複するMBSラジオ・KBS京都と同時ネットされていた。
  - 2016年3月29日から『上柳昌彦 あさぼらけ』（ニッポン放送、生放送）を同時ネットで開始（一部の曜日、時間帯のネットだったが2025年3月31日からフルネット化した）。
  - 2019年4月1日からは、『レコメン!』（文化放送が制作する平日夜の生ワイド番組）の放送をフルネットで開始。
  - 2020年3月30日からは、『ランチタイム ニュース』（文化放送、平日正午のニュース番組）を同時ネットで開始。
    - 2024年度のみ『ニュースの景色』に内包。

  - 2020年4月4日からは、『村上信五くんと経済クン』（文化放送、録音番組）を同時ネットで開始（のちに裏送りで日曜日に放送に変更）。
  - 2025年4月4日からは、『中川家 ザ・ラジオショー』（ニッポン放送、生放送）を同時ネットで開始。
- なお、巨人戦放送の経緯については『ラジオ日本ジャイアンツナイター』の項を参照のこと。
- 2006年3月11日には文化放送の生番組『A&G 超RADIO SHOW〜アニスパ!〜』のパーソナリティの1人である浅野真澄が神戸でイベントがあった関係で文化放送のスタジオと中継を結んでいる。
- 過去には文化放送から『大学受験ラジオ講座』→『Jランド 大学受験生ナマワイド』→『アルシェくらぶITEMAE RADIO』や『百万人の英語』といった旺文社系の教育番組もネットしていた。

JRN
- JRN発足以来、加盟した実績はないが、1978年9月までTBSラジオより『全国こども電話相談室』を同時ネットし（1978年10月にMBSラジオへ移行）、一時期金曜日はラジオ関西から送り出していたことがあった。
- 『トヨタ・ミュージック・ネットワーク』や『ロッテリア ホット ホット ヒット』（後の『ザ・ヒットパレード～毎日がベストテン NOW BEST3』～『杉山清貴のロッテリア・サウンドウェーブ』、いずれもロッテリア提供）など、TBSラジオ制作の地方局向けコマネット番組を放送していた時期もある。
- TBSラジオとの関係は、キングレコード制作の『林原めぐみのHeartful Station』が、一時期『UP'S』枠でJRN系列にネットされたことがあり、『UP'S』枠終了後も一部JRN系列局[注 12]にて引き続き放送されていた。『Heartful Station』終了後の2015年4月からは、同番組を補完する目的で『林原めぐみのTokyo Boogie Night』のネット受けを開始した。
- 2015年4月1日からは、JRNの一部ネット局で放送されている『JUNK』（TBSラジオ制作）の同時ネットを実施。朝日放送ラジオが2014年の4月改編で同時ネットを終了して以来、関西地方での放送が復活した。
- 2015年度よりTBSラジオ制作で一部JRNネット局にて放送されるナイターオフ番組『ザ・トップ5』のネットが開始され、以降、JRNのナイターオフ番組『TOKYO JUKEBOX』『THE FROGMAN SHOW A.I.共存ラジオ好奇心家族』でもネットを継続。2018年度の『アフター6ジャンクション』までネットした。
- 2019年の4月改編からは、TBSラジオ制作の日曜午後の生ワイド番組『爆笑問題の日曜サンデー』の同時ネットに踏み切った。
- 2016年から、『ラジオ日本ジャイアンツナイター』において、RFラジオ日本とTBSラジオの相互業務提携が再開されることになり、JRN各局（HBCラジオ・東北放送・TBSラジオ[注 13]・CBCラジオ[注 14]・朝日放送ラジオ/MBSラジオ[注 15]・中国放送[注 16]・RKBラジオ）が制作する巨人戦の中継を行っている。なお1979 - 92年にも同様にRFラジオ日本とTBSラジオの業務提携があったが、原則的には別制作だった。

MBSラジオ
- 土曜日の競馬放送は、MBSのアナウンサーが実況・解説するなどMBSラジオ制作で行われている。日曜日はMBSラジオで競馬放送をしている。
- 中国放送制作の『全国都道府県対抗男子駅伝実況中継』をMBS経由でネット受けしている（過去には『王様ラジオキッズ』を短縮して放送していた）。
- また『ラジオふるさと便』（文化放送制作、現在の『キニナル』の枠）は、MBSラジオ経由でネット受けしていたが、2011年度はMBSラジオが編成上の都合により同番組の放送を見送ったため、ラジオ関西での放送も打ち切られた。

独立局・日本テレビ
- RFラジオ日本、ぎふチャンラジオ局との独立局同士で連携して番組供給も行っている。但し近年はナイター以外でのネット番組は少なくなっていたが、2022年3月のプロ野球シーズンインから『ラジオ関西ジャイアンツナイター』が基から中継が組まれていない日の予備番組は、これまでRF・CRK・GBSとでそれぞれ別々に編成していたのをRFとは予備番組の編成を13年ぶりに通年常時共有化し、火・水・土曜日はRF制作の「60TRY部」（火・水曜日）、「タブレット純 音楽の黄金時代」（土曜日、ただし18:55で飛び降り）をCRKに、木・金曜日は逆にCRK制作の「KOBE JAZZ PHONIC RADIO」（木曜日）、「アナログ・コネクション」（金曜日）と、「レコード・アーカイブス」（木・金曜日両方）[注 17]をRFへネット、2022年10月からはぎふチャンラジオにもネットする。ラジオ日本とは2025年3月のプロ野球シーズンインから『ラジオ関西ジャイアンツナイター』が基から中継が組まれていない日の予備番組の交換をとりやめ火曜日のRF制作の「60TRY部」をネットする以外は自主編成になった。
- 2013年6月24日に災害時支援協定を締結し、緊急時の対応を強化している。
- また、RFラジオ日本が日本テレビグループのため同グループの映像・音楽ソフト部門であるバップに日本テレビ系列以外の放送局で唯一出資[26]。2018年7月にバップが日本テレビホールディングスの完全子会社になるまで資本関係が続いた[27]。

その他
- 地方民間放送共同制作協議会（火曜会）に加盟しており、同協議会制作の番組をネット放送している。かつては『Heavy Metal Syndicate』のようにFMで放送されている番組もネットしていたことがある。
- 2020年4月改編よりラジオNIKKEIがラジオ関西制作番組のネットを開始した。ラジオNIKKEIが通販番組・宗教番組を除く他ラジオ局制作番組をネットするのは2023年1月現在、ラジオ関西の番組[注 18]のみとなっている。
- 2022年10月から2024年6月までは、FMヨコハマにて放送中であるスピリチュアルカウンセラーの並木良和がパーソナリティを務める『言ったもん勝ち!だもん』と『ハートフルラジオ 虫の知らせ』の2番組を放送していた[注 19]。

## 海のみえる放送局

### ステーションソング・ID音楽
『海のみえる放送局』
歌：チューインガム / 作詞：藤吉正孝 / 作曲：松田りか（チューインガム） / 編曲：馬飼野俊一
歌詞は全2番で、長さは約2分ほど。ステーションソングとして採用されたのは1972年で、50年以上も使われている。歌詞の中に「ラジオ関西」や「558kHz」などのような直接的な宣伝文句は入っていない（スポットIDではアナウンスとして入る）。その意味では、単なる宣伝だけでなく、ラジオ関西HPで紹介されているように「イメージソング」という意味合いが強い曲である。
歌詞の内容は、海の近くにある放送局がマイクを通して海辺の様子を流している、というものである。
- 現在、放送開始・終了時、一部のスポットID（60秒版、30秒版、15秒版）に使われている。かつては5秒版も使われていた。

スポットID60秒版（1番）
前奏と合わせて「558kHz、ラジオ関西です。神戸ハーバーランドからお送りしています」のアナウンスが入り、1番の歌詞が終わると「558kHz、ラジオ関西です」のアナウンスが入る。
スポットID60秒版（2番）
2番の歌詞から歌が入り、2番の歌詞が終わると「558kHz、ラジオ関西です。神戸ハーバーランドからお送りしています」のアナウンスが入る。
スポットID30秒版
「♪一つのうたは〜」から歌が入り、歌詞が終わると「558kHz、ラジオ関西です。神戸ハーバーランドからお送りしています」のアナウンスが入る。
スポットID15秒版
「♪ここは海のみえる〜」から歌が入り、歌詞が終わると「558kHz、ラジオ関西です。神戸ハーバーランドからお送りしています」のアナウンスが入る。
スポットID5秒版
「♪ランララ、ララララ〜」が入り、同時に「558kHz、ラジオ関西です」のアナウンスが入る。
変遷
- 560キロヘルツ時代、放送開始時と放送終了時に『ランララン、JOCR』という30秒の曲を流していたことがある。
- 1972年に「海のみえる放送局」を採用。
- 1982年 - 1994年3月31日頃の放送終了IDは洋楽とジャズを流していた。洋楽はThe Brownsの『Send Me The Pillow Dream on』（夢の枕を）が使われていた。
- 通称に「AM KOBE」を採用する直前の1994年4月1日 - 1996年8月7日は放送開始IDをオリジナルのものに変更（「AM KOBE」の通称を採用した同年10月1日と送信所の移転した同年11月23日にアナウンスを一部変更）し、放送終了IDを再び『海の見える放送局』（ただし1982年以前と異なり新バージョンとなった）に戻す（同じく通称採用時と送信所移転時にアナウンスを一部変更）。
- 1996年8月8日 - 2004年3月の開始ID音楽は、大江千里によるオリジナル・テーマソングで「エイエ〜ム、コウベ〜」と歌うものだったが、同年4月にラジオ関西のクレジットが入ってからは新バージョン（アナウンス：三上公也）になった。放送終了IDもBOSSANOVA CASSANOVAによるオリジナルのテーマソングで「ここ〜ろのと〜びら、ひら〜く〜」と歌うものに変更した。BOSSANOVA CASSANOVAのヴァージョンでも歌詞の最後は「海の見える放送局」となっている。
- 2005年1月1日にラジオ関西に呼称を統一してからは林真一郎によるコメントに変更（2006年2月28日まで）。IDを三たび『海のみえる放送局』（1994年版と同様）のジングルに戻す。その後2006年3月1日にID音楽の曲調がわずかに変化。波の音も入った。
- 2015年4月1日に放送を開始した平日日中帯の番組レーベル『こちら、海の見える放送局』の冒頭はこの曲の1番が流れる。

### 現在の放送開始と終了時のID
アナウンスの中では、必ず神戸（淡路）本局は「指向性アンテナ」で送信していることを伝えている（かつては、それを「directnal 20」（ディレクトナル・トゥエンティ）と英語表現した時期もある）。
- 放送開始（午前5時）

波の音が最初に入り、ギターによる「海の見える放送局』の1サビとともに、「JOCR。ラジオ関西です。AM放送は、兵庫県淡路市から、周波数 558kHz・出力 20kW・指向性アンテナで。JOCE、ラジオ関西豊岡放送局は、豊岡市出石町から、周波数 1395kHz・出力 1kWでお送りしています。周波数 91.1MHz・FM補完放送は、神戸市摩耶山から1kW、姫路市仁寿山から100W。同期放送でお送りしています。」のアナウンスが入る。続いて5時の時報、番組開始、の流れである。
なお、以前は豊岡局でも同じものが放送されていたが、現在は「JOCE、JOCE。ラジオ関西豊岡放送局です。ラジオ関西豊岡放送局は、神戸ハーバーランドの本社からプログラムを、電波は出石町伊豆から周波数1395kHz・出力1kWで放送しています。また、ラジオ関西は、周波数558kHz、電波は淡路市小磯から、出力20kW・指向性アンテナで放送しています」に差し替えられている。
かつて放送休止時間があった頃は、アナウンスが「JOCR、JOCR。ラジオ関西は神戸ハーバーランドの本社からプログラムを、電波は淡路市小磯から、周波数558kHz・出力20kW・指向性アンテナで放送します。また豊岡から、周波数1395kHz・出力1kWで、本日の放送を開始します」であった。
- 放送終了

『海のみえる放送局』のオルゴール（放送開始とは違う）の途中から、「お聴きの放送は、JOCR・ラジオ関西です。午前5時の放送開始まで、しばらくお休みをいただきます。AM放送は、兵庫県淡路市から、周波数 558kHz・出力 20kW・指向性アンテナでお送りしました。JOCE・ラジオ関西豊岡放送局は、豊岡市出石町から、周波数 1395kHz・出力 1kWでお送りしました。また、周波数 91.1MHz・FM補完放送は、神戸市摩耶山からは、出力1kW、姫路市仁寿山からは、出力100W。FM同期放送でお送りしました。」のアナウンスが入る。
- 過去（2007年4月1日まで。月3時30分、火3時30分、水3時30分、木3時00分、金4時00分、土3時30分、日1時30分）

『海のみえる放送局』のオルゴール（放送開始とは違う）の途中から、「お聴きいただきました、ラジオ関西の今日のプログラムは、これをもちまして終了でございます。午前5時の放送開始まで、しばらくお休みをいただきます。（曜日によってここで時報が入る）ラジオ関西は神戸ハーバーランドの本社からプログラム、電波は淡路市小磯から、周波数558kHz・出力20kW・指向性アンテナで放送しています。また豊岡からは、周波数1395kHz・出力1kWでお届けしました」のアナウンスが入る。コールサインの読み上げはなかった。2007年4月2日からの24時間放送開始後は、送信所のメンテナンスで放送を休止する場合のみ放送されている。
1982年から「AM KOBE」の呼称が採用される前の1994年3月まではThe Brownsの『Send Me The Pillow Dream on』（夢の枕を）をバックに、斉藤邦雄アナウンサーによる終了アナウンスが行われた。この時は、周波数のアナウンスのほか本社演奏所の詳細な住所、また放送が行われていたスタジオの説明があった。

## 番組編成
2025年8月時点。太字は自社制作番組。
- ラジオ関西ニュース（気象情報・交通情報も含む 。日中を中心に随時放送。）
- ラジオ関西ジャイアンツナイター（野球シーズン中の火曜 - 金曜 17時59分 - 原則 21時00分。雨天中止時を除く放送予定がない日は、下記通常番組を放送。）

### 平日
| 時                                           | 月曜日                                                                                     | 火曜日                                                                                     | 水曜日                                                                                     | 木曜日                                                                                     | 金曜日                                                                                               |
| -------------------------------------------- | ------------------------------------------------------------------------------------------ | ------------------------------------------------------------------------------------------ | ------------------------------------------------------------------------------------------ | ------------------------------------------------------------------------------------------ | --- |
| 5                                            | 5:00(火曜 - 金曜は4:30から引き続き) 上柳昌彦 あさぼらけ（ニッポン放送） ▽5:35 心のともしび | 5:00(火曜 - 金曜は4:30から引き続き) 上柳昌彦 あさぼらけ（ニッポン放送） ▽5:35 心のともしび | 5:00(火曜 - 金曜は4:30から引き続き) 上柳昌彦 あさぼらけ（ニッポン放送） ▽5:35 心のともしび | 5:00(火曜 - 金曜は4:30から引き続き) 上柳昌彦 あさぼらけ（ニッポン放送） ▽5:35 心のともしび | 5:00(火曜 - 金曜は4:30から引き続き) 上柳昌彦 あさぼらけ（ニッポン放送） ▽5:35 心のともしび           |
| 6                                            | 6:00 心に光を                                                                              | 6:00 心に光を                                                                              | 6:00 心に光を                                                                              | 6:00 心に光を                                                                              | 6:00 心に光を                                                                                        |
| 6                                            | 6:10 まいどあり～。                                                                        | 6:10 健やかインフォメーション                                                              | 6:10 まいどあり～。                                                                        | 6:10 名曲 街のうた                                                                         | 6:10 モーニングサンシャイン                                                                          |
| 6                                            | 6:25 マンスリーAミュージック                                                               | 6:25 マンスリーAミュージック                                                               | 6:25 マンスリーAミュージック                                                               | 6:25 のどかけんの「我ら歌仲間」                                                            | 6:10 モーニングサンシャイン                                                                          |
| 6                                            | 6:30 絶対わかる経済ニュース 知らんけど                                                     |                                                                                            |                                                                                            |                                                                                            | 6:10 モーニングサンシャイン                                                                          |
| 7                                            | 7:00 三上公也の朝は恋人                                                                    | 7:00 三上公也の朝は恋人                                                                    | 7:00 三上公也の朝は恋人                                                                    | 7:00 三上公也の朝は恋人                                                                    | 7:00 寺谷一紀のまいど!まいど!                                                                        |
| 8                                            | 7:00 三上公也の朝は恋人                                                                    | 7:00 三上公也の朝は恋人                                                                    | 7:00 三上公也の朝は恋人                                                                    | 7:00 三上公也の朝は恋人                                                                    | 7:00 寺谷一紀のまいど!まいど!                                                                        |
| 9                                            | 7:00 三上公也の朝は恋人                                                                    | 7:00 三上公也の朝は恋人                                                                    | 7:00 三上公也の朝は恋人                                                                    | 7:00 三上公也の朝は恋人                                                                    | 7:00 寺谷一紀のまいど!まいど!                                                                        |
| 9:51 西松屋 presents 美帆の子育てそれいいね! | 7:00 三上公也の朝は恋人                                                                    | 7:00 三上公也の朝は恋人                                                                    | 7:00 三上公也の朝は恋人                                                                    | 7:00 三上公也の朝は恋人                                                                    | |
| 10                                           | 10:00 歌声は風にのって～ブランチ～                                                         | 10:00 歌声は風にのって～ブランチ～                                                         | 10:00 歌声は風にのって～ブランチ～                                                         | 10:00 歌声は風にのって～ブランチ～                                                         | 10:00 歌声は風にのって～ブランチ～                                                                   |
| 11                                           | 10:00 歌声は風にのって～ブランチ～                                                         | 10:00 歌声は風にのって～ブランチ～                                                         | 10:00 歌声は風にのって～ブランチ～                                                         | 10:00 歌声は風にのって～ブランチ～                                                         | 10:00 歌声は風にのって～ブランチ～                                                                   |
| 12                                           | 12:00 ランチタイムニュース（文化放送）                                                     | 12:00 ランチタイムニュース（文化放送）                                                     | 12:00 ランチタイムニュース（文化放送）                                                     | 12:00 ランチタイムニュース（文化放送）                                                     | 12:00 ランチタイムニュース（文化放送）                                                               |
| 12                                           | 12:08 神戸新聞週刊まなびー/パトロールニュース                                              | 12:08 神戸新聞NEXT新着ピックアップ                                                         | 12:08 神戸新聞NEXT新着ピックアップ                                                         | 12:08 神戸新聞NEXT新着ピックアップ                                                         | 12:08 神戸新聞NEXT新着ピックアップ                                                                   |
| 12                                           | 12:15 谷五郎の昼はGOROGORO                                                                 |                                                                                            |                                                                                            |                                                                                            | |
| 12                                           | 12:30 正木明の 地球にいいこと                                                              | 12:30 高橋真也の 令和水戸黄門 ラジオ漫遊記                                                 | 12:30 羽川秀樹の出発進行!                                                                  | 12:30 平田オリザの舞台は但馬                                                               | 12:30 ウエリト・ガーデン～ことばの庭～                                                               |
| 12                                           | 12:54 情熱ラジオ                                                                           |                                                                                            |                                                                                            |                                                                                            | |
| 13                                           | 13:00 Clip                                                                                 | 13:00 Clip                                                                                 | 13:00 Clip                                                                                 | 13:00 Clip                                                                                 | 13:00 中川家 ザ・ラジオショー（ニッポン放送）                                                        |
| 14                                           | 13:00 Clip                                                                                 | 13:00 Clip                                                                                 | 13:00 Clip                                                                                 | 13:00 Clip                                                                                 | 13:00 中川家 ザ・ラジオショー（ニッポン放送）                                                        |
| 15                                           | 13:00 Clip                                                                                 | 13:00 Clip                                                                                 | 13:00 Clip                                                                                 | 13:00 Clip                                                                                 | 15:30 タケモトコウジの待ち合わせはラジ関で                                                           |
| 15                                           | 15:45 今旬!いいもの百貨店                                                                  | 15:45 今旬!いいもの百貨店                                                                  | 15:45 今旬!いいもの百貨店                                                                  | 15:45 今旬!いいもの百貨店                                                                  | 15:45 Buy Now                                                                                        |
| 16                                           | 16:00 歌声は風にのって                                                                     | 16:00 歌声は風にのって                                                                     | 16:00 歌声は風にのって                                                                     | 16:00 歌声は風にのって                                                                     | 16:00 歌声は風にのって                                                                               |
| 17                                           | 16:00 歌声は風にのって                                                                     | 16:00 歌声は風にのって                                                                     | 16:00 歌声は風にのって                                                                     | 16:00 歌声は風にのって                                                                     | 16:00 歌声は風にのって                                                                               |
| 17:40 いいな117ヴィクトリーナ                | 17:40 今旬!インフォメーション                                                              | 17:40 わくわくお届け便                                                                     | 17:40 健やかインフォメーション                                                             | 17:40 ヒメトピ558（ゴーゴーエイト）                                                        | |
| 17:55 ラジ王                                 |                                                                                            |                                                                                            |                                                                                            |                                                                                            | |
| 18                                           | 18:00 GOGO!ヴィッセル神戸                                                                  | 18:00 60TRY部（ラジオ日本） ▽18:50 北原ゆかの夜がきたはら!                                 | 18:00 青春ラジメニア（再放送）                                                             | 18:00 KOBE JAZZ-PHONIC RADIO （ぎふチャンラジオへネット）                                  | 18:00 アナログ・コネクション （ぎふチャンラジオへネット）                                            |
| 18                                           | 18:30 ハートフル♡サポーター                                                                | 18:00 60TRY部（ラジオ日本） ▽18:50 北原ゆかの夜がきたはら!                                 | 18:00 青春ラジメニア（再放送）                                                             | 18:00 KOBE JAZZ-PHONIC RADIO （ぎふチャンラジオへネット）                                  | 18:00 アナログ・コネクション （ぎふチャンラジオへネット）                                            |
| 19                                           | 19:00 登紀子とYaeの地球に乾杯! （ラジオ日本へネット）                                      | 18:00 60TRY部（ラジオ日本） ▽18:50 北原ゆかの夜がきたはら!                                 | 18:00 青春ラジメニア（再放送）                                                             | 18:00 KOBE JAZZ-PHONIC RADIO （ぎふチャンラジオへネット）                                  | 18:00 アナログ・コネクション （ぎふチャンラジオへネット）                                            |
| 19                                           | 19:30 としちゃん・大貴の ええやんカー!やってみよう!!                                       | 18:00 60TRY部（ラジオ日本） ▽18:50 北原ゆかの夜がきたはら!                                 | 18:00 青春ラジメニア（再放送）                                                             | 18:00 KOBE JAZZ-PHONIC RADIO （ぎふチャンラジオへネット）                                  | 18:00 アナログ・コネクション （ぎふチャンラジオへネット）                                            |
| 20                                           | 20:00 レコードアーカイブス                                                                 | 18:00 60TRY部（ラジオ日本） ▽18:50 北原ゆかの夜がきたはら!                                 | 20:00 神戸新開地・喜楽館 内海英華のラジ関寄席(再放送)                                      | 18:00 KOBE JAZZ-PHONIC RADIO （ぎふチャンラジオへネット）                                  | 18:00 アナログ・コネクション （ぎふチャンラジオへネット）                                            |
| 20                                           | 20:30 風さやかの愛と夢 永遠のタカラジェンヌ                                                | 18:00 60TRY部（ラジオ日本） ▽18:50 北原ゆかの夜がきたはら!                                 | 20:50 名曲 街のうた                                                                        | 20:30 バリバリ☆バリット!                                                                   | 20:30 カントリーミュージックトラベル （ぎふチャンラジオへネット）                                    |
| 21                                           | 21:00 ヒロノツトムの "走れタコ"                                                            | 21:00 玉置浩二になりたくて                                                                 | 21:00 松原タニシの生きる                                                                   | 21:00 夢大きく 133ch                                                                       | 21:00 中将タカノリと橋本菜津美の昭和卍パラダイス                                                     |
| 21                                           | 21:15 中村だいすけの「心の音」                                                             | 21:15 清家すみれのwork×workラジオ                                                          | 21:00 松原タニシの生きる                                                                   | 21:00 夢大きく 133ch                                                                       | 21:00 中将タカノリと橋本菜津美の昭和卍パラダイス                                                     |
| 21                                           | 21:30 福島はじめの 「ハピネス歌謡曲」                                                      | 21:30 紘呂しのぶの虹色メロディー                                                           | 21:30 怪談ラヂオ 〜怖い水曜日                                                              | 21:30 モリユリの こころのメロディ                                                          | 21:30 貴志まさみの「きらっと、生きる。」                                                             |
| 21                                           | 21:30 福島はじめの 「ハピネス歌謡曲」                                                      | 21:45 チョコ・キャル「ラブ・Voyage」                                                       | 21:30 怪談ラヂオ 〜怖い水曜日                                                              | 21:30 モリユリの こころのメロディ                                                          | 21:30 貴志まさみの「きらっと、生きる。」                                                             |
| 22                                           | 22:00 レコメン!（文化放送）                                                                | 22:00 レコメン!（文化放送）                                                                | 22:00 レコメン!（文化放送）                                                                | 22:00 レコメン!（文化放送）                                                                | 22:00 青春ラジメニア                                                                                 |
| 23                                           | 22:00 レコメン!（文化放送）                                                                | 22:00 レコメン!（文化放送）                                                                | 22:00 レコメン!（文化放送）                                                                | 22:00 レコメン!（文化放送）                                                                | 22:00 青春ラジメニア                                                                                 |
| 0                                            | 22:00 レコメン!（文化放送）                                                                | 22:00 レコメン!（文化放送）                                                                | 22:00 レコメン!（文化放送）                                                                | 22:00 レコメン!（文化放送）                                                                | 0:00 POP UP ▽0:00 重松千晴と山口智広のおま釣りナイトフィーバー⤴ ▽0:30 ほろ酔いにて、失礼いたします。 |
| 1                                            | 1:00 JUNK（TBSラジオ）                                                                     | 1:00 JUNK（TBSラジオ）                                                                     | 1:00 JUNK（TBSラジオ）                                                                     | 1:00 JUNK（TBSラジオ）                                                                     | 1:00 JUNK（TBSラジオ）                                                                               |
| 2                                            | 伊集院光 深夜の馬鹿力                                                                      | 爆笑問題カーボーイ                                                                         | 山里亮太の不毛な議論                                                                       | おぎやはぎのメガネびいき                                                                   | バナナマンのバナナムーンGOLD                                                                         |
| 3                                            | 3:00 オールナイトニッポン0(ZERO)（ニッポン放送）                                           | 3:00 オールナイトニッポン0(ZERO)（ニッポン放送）                                           | 3:00 オールナイトニッポン0(ZERO)（ニッポン放送）                                           | 3:00 オールナイトニッポン0(ZERO)（ニッポン放送）                                           | 3:00 オールナイトニッポン0(ZERO)（ニッポン放送）                                                     |
| 4                                            | キタニタツヤのオールナイトニッポン0(ZERO)                                                  | あののオールナイトニッポン0(ZERO)                                                          | 佐久間宣行のオールナイトニッポン0(ZERO)                                                    | マヂカルラブリーのオールナイトニッポン0(ZERO)                                              | 三四郎のオールナイトニッポン0(ZERO)                                                                  |
| 4                                            | 4:30 上柳昌彦 あさぼらけ（ニッポン放送、翌朝6:00まで）                                     |                                                                                            |                                                                                            |                                                                                            | 三四郎のオールナイトニッポン0(ZERO)                                                                  |

### 週末
| 時                                                          | 土曜日                                                                         | 日曜日                                                                                            |
| ----------------------------------------------------------- | ------------------------------------------------------------------------------ | ------------------------------------------------------------------------------------------------- |
| 5                                                           | 5:00 天宮遥の私はピアノ                                                        | 5:00 サイケトリップストリート                                                                     |
| 5                                                           | 5:30 元気スイッチ                                                              | 5:30 シネマキネマ                                                                                 |
| 5                                                           | 5:45 解決!知っ得プレミアム                                                     | 5:30 シネマキネマ                                                                                 |
| 6                                                           | 6:00 1万年堂出版の時間                                                         | 6:00 里親さがし                                                                                   |
| 6                                                           | 6:00 1万年堂出版の時間                                                         | 6:05 心のともしび                                                                                 |
| 6                                                           | 6:00 1万年堂出版の時間                                                         | 6:10 バズろぅ!（再放送）                                                                          |
| 6                                                           | 6:15 旬!SHUN!ピックアップ                                                      | 6:15 大徳寺昭輝の天の夢（KBCラジオ）                                                              |
| 6                                                           | 6:30 タケモトコウジの待ち合わせはラジ関で（再放送）                            | 6:30 清水健のボイスブリッジ                                                                       |
| 6                                                           | 6:45 今旬!インフォメーション                                                   | 6:30 清水健のボイスブリッジ                                                                       |
| 7                                                           | 7:00 ひょうごラジオカレッジ                                                    | 6:30 清水健のボイスブリッジ                                                                       |
| 7                                                           | 7:00 ひょうごラジオカレッジ                                                    | 7:15 旬!SHUN!ピックアップ                                                                         |
| 7                                                           | 7:30 お元気ですか 春名祐富子です                                               | 7:30 キリストへの時間                                                                             |
| 7                                                           | 7:30 お元気ですか 春名祐富子です                                               | 7:45 聖書と福音                                                                                   |
| 7                                                           | 7:50 みんなの健康相談                                                          |                                                                                                   |
| 8                                                           | 8:00 ピックアップラジオショッピング                                            | 8:00 ラピスモーニング                                                                             |
| 8                                                           | 8:15 田辺眞人のラジオレクチャー                                                | 8:20 納得健康15分                                                                                 |
| 8                                                           | 8:15 田辺眞人のラジオレクチャー                                                | 8:35 録音風物誌（火曜会）                                                                         |
| 8                                                           | 8:15 田辺眞人のラジオレクチャー                                                | 8:45 健康生活インフォメーション                                                                   |
| 8                                                           | 8:55 老人ホームあんしんガイド                                                  |                                                                                                   |
| 9                                                           | 9:00 神戸新開地・喜楽館 内海英華のラジ関寄席                                   | 9:00 サンデー神戸                                                                                 |
| 9                                                           | 9:00 神戸新開地・喜楽館 内海英華のラジ関寄席                                   | 9:30 神戸大学☆夢ラボ                                                                              |
| 9                                                           | 9:00 神戸新開地・喜楽館 内海英華のラジ関寄席                                   | 9:45 清野佳代子のあさピカ                                                                         |
| 9                                                           | 9:50 ラジオ関西ニュース・交通情報・天気情報                                    |                                                                                                   |
| 10                                                          | 10:00 GOGO競馬サタデー!                                                        | 10:00 谷五郎の笑って暮らそう ▽11:00 谷五郎のこんにちわふぁ〜みん                                  |
| 11                                                          | 10:00 GOGO競馬サタデー!                                                        | 10:00 谷五郎の笑って暮らそう ▽11:00 谷五郎のこんにちわふぁ〜みん                                  |
| 11:35 稲村亜美のココシロ!インターン（ラジオNIKKEIへネット） | 10:00 GOGO競馬サタデー!                                                        |                                                                                                   |
| 11:50 ラジオ関西ニュース・交通情報・天気情報                | 10:00 GOGO競馬サタデー!                                                        |                                                                                                   |
| 12                                                          | 10:00 GOGO競馬サタデー!                                                        | 12:00 村上信五くんと経済クン（文化放送）                                                          |
| 13                                                          | 10:00 GOGO競馬サタデー!                                                        | 13:00 爆笑問題の日曜サンデー（TBSラジオ）                                                         |
| 14                                                          | 10:00 GOGO競馬サタデー!                                                        | 13:00 爆笑問題の日曜サンデー（TBSラジオ）                                                         |
| 15                                                          | 10:00 GOGO競馬サタデー!                                                        | 15:00 福山雅治と荘口彰久の「地底人ラジオ」（渋谷のラジオ）                                        |
| 16                                                          | 10:00 GOGO競馬サタデー!                                                        | 15:00 福山雅治と荘口彰久の「地底人ラジオ」（渋谷のラジオ）                                        |
| 16:30 週刊 なるほど!ニッポン（ニッポン放送）                | 16:30 尾崎裕哉 JUST A LITTLE BIT                                               |                                                                                                   |
| 16:40 Buy Now                                               | 16:30 尾崎裕哉 JUST A LITTLE BIT                                               |                                                                                                   |
| 16:55 ラジオ関西ニュース                                    |                                                                                |                                                                                                   |
| 17                                                          | 17:00 DJ KOO REBOOT THE WORLD                                                  | 17:00 明日への扉～いのちのラジオ⁺～（第1・2週） 栄光のレジェンド～未来に向かって～（第3・4・5週） |
| 17                                                          | 17:30 いいものテンミニッツ                                                     | 17:30 KOBE RESORT CRUISE                                                                          |
| 17                                                          | 17:40 中嶋孝典の樹脂道～The Life Is Plastic～                                  | 17:30 KOBE RESORT CRUISE                                                                          |
| 17                                                          | 17:45 メディアバルーンちょこっと!おしゃべり!                                   |                                                                                                   |
| 17                                                          | 17:50 ラジオ関西ニュース・交通情報・天気情報                                   |                                                                                                   |
| 18                                                          | 18:00 タブレット純 音楽の黄金時代（ラジオ日本）                                | 18:00 松原健之 こころの旅                                                                         |
| 18                                                          | 18:00 タブレット純 音楽の黄金時代（ラジオ日本）                                | 18:30 今旬!いいもの百貨店                                                                         |
| 18                                                          | 18:00 タブレット純 音楽の黄金時代（ラジオ日本）                                | 18:45 Story Voice                                                                                 |
| 18                                                          | 18:55 バズろぅ!                                                                |                                                                                                   |
| 19                                                          | 19:00 はっしん!!夢を掴マネーとfeat.TT                                          | 19:00 小倉・IMALUの○○玉手箱                                                                       |
| 19                                                          | 19:00 はっしん!!夢を掴マネーとfeat.TT                                          | 19:15 ラジネットひょうご                                                                          |
| 19                                                          | 19:30 YUASA M＆B presents 丸岡いずみのハートにチャージ! （ラジオ日本へネット） | 19:30 阪井楊子の雨に濡れても                                                                      |
| 20                                                          | 20:00 神戸セーラーボーイズのボクラカラジオ                                     | 20:00 風ノ翔馬の"楽屋へようこそ"                                                                  |
| 20                                                          | 20:30 本田泰人のyell!!え～る!!!                                                | 20:30 中山琉美の「今夜もうたってNight」                                                           |
| 20                                                          | 20:30 本田泰人のyell!!え～る!!!                                                | 20:45 岸本敬之の懐かしのメロディ                                                                  |
| 21                                                          | 21:00 オトナのJAZZ TIME（ラジオ日本）                                          | 21:00 横井シュウジの人生タテ?ヨコ?                                                                |
| 21                                                          | 21:00 オトナのJAZZ TIME（ラジオ日本）                                          | 21:30 大原かずみの「明日花」                                                                      |
| 22                                                          | 22:00 ワタナベフラワームサのアニソン部屋                                       | 22:00 関西ジュニアとれたて関ジュース （ラジオNIKKEI、山口放送へネット)                            |
| 22                                                          | 22:20 ラジドラ☆パラダイス                                                      | 22:00 関西ジュニアとれたて関ジュース （ラジオNIKKEI、山口放送へネット)                            |
| 22                                                          | 22:30 angelaのsparking!talking!show!（東海ラジオ）                             | 22:30 JAM×JAM                                                                                     |
| 23                                                          | 23:00 林原めぐみのTokyo Boogie Night（TBSラジオ）                              | 23:00 松村邦洋のOH-!邦自慢（山口放送）                                                            |
| 23                                                          | 23:30 鷲崎健・橋本和 王様とラッパ （ぎふチャンラジオへネット）                 | 23:30 ユーゴの裏社会学                                                                            |
| 0                                                           | 0:00 ロンハールーム （ぎふチャンラジオへネット）                               | 0:00（第1・2週）ONEラジ! （第3週）河上幸恵の宇宙の法則 （第4・5週）うたのホットライン             |
| 0                                                           | 0:00 ロンハールーム （ぎふチャンラジオへネット）                               | 0:30 ShinjiPと梅ちゃんの夢を追いかけて                                                            |
| 1                                                           | 1:00 ガルステッ!                                                               |                                                                                                   |
| 1                                                           | 1:15 西條和のねむねむたいむ                                                    |                                                                                                   |
| 1                                                           | 1:00 永田総合Presents ノッコン寺田とマイルド・ナイト                           |                                                                                                   |
| 1                                                           | 1:20 ラフ・スケッチ                                                            |                                                                                                   |
| 1                                                           | 1:35 WHITE SCORPION・HANNAと夜ふかし                                           | 1:30 真夜中の音じゃらし                                                                           |
| 1                                                           | 1:50 NMB48 しんしんとまいてぃーのガールズ☆ト〜ク                               | 1:30 真夜中の音じゃらし                                                                           |
| 2                                                           | 2:00 小野亜里沙のなんでもアリサ★ラジオ♬                                        | 2:00 流行歌を訪ねて                                                                               |
| 2                                                           | 2:30 トイズハート放送局                                                        | 2:30（放送休止）                                                                                  |
| 3                                                           | 3:00 オールナイトニッポン0(ZERO)（ニッポン放送）                               | 2:30（放送休止）                                                                                  |
| 4                                                           | 3:00 オールナイトニッポン0(ZERO)（ニッポン放送）                               | 2:30（放送休止）                                                                                  |

## 過去の番組
1966年4月から1972年3月までの番組編成では聴取する状況や傾向に応じて、”ダイヤル編成”と称した、以下のようなタイムゾーンを設定していた（期間中の番組表を参照）。
- 午前5時台 - 8時台（全日）:「モーニングダイヤル」（1966年4月 ‐ 1972年3月）
- 午前9時台  - 11時台（月 - 土）:「ホームダイヤル」（1966年4月 ‐ 1971年）→ 「コミュニティダイヤル」（1972年 ‐ 1973年9月）
- 午前9時台 - 午後5時台（日曜日）:「サンデーダイヤル」（1966年4月 ‐ 1972年3月）
- 午後12時台（月 - 土）：「パブリックダイヤル」（1966年4月 ‐ 1967年）→ 「リラックスダイヤル」（1968年 ‐ 1971年3月）
- 午後1時台 - 5時台（月 ‐ 金）（1966年4月 ‐ 1967年）（月 ‐ 土）（1967年 ‐ 1971年）→ 午後12時台 ‐ 5時台（月 ‐ 土）（1971年4月 ‐ 1969年）→午後12時台 ‐ 6時台（月 ‐ 土）（1970年 ‐ 1972年3月）「ダイナミックダイヤル」／「ウィークエンドダイヤル」（土曜日）（1966年）
  - 1967年以降は「ウィークエンドダイヤル」を吸収する形で土曜日まで拡大。
  - 1970年以降は 「リラックスダイヤル」を吸収する形で放送時間を午後12時台から拡大。
  - 1971年以降は 午後6時台まで拡大。
- 午後6時台 - 放送終了（全日）：（1966年4月 ‐ 1969年）→ 午後7時台 ‐ 放送終了（1970年 ‐ 1972年3月）（全日）「ヤングダイヤル」 
  - 1971年以降は午後7時台から放送。
  - 前述したように、当時は24時間放送を実施していなかった。

### 平日
平日明け方
- おはようラジオ朝一番（1994年4月 - 1995年3月）
- ラジオRAMDA よしだひでこの朝（月曜 - 木曜）
- 早起きサラダ情報局
- おしえて!サウンドエンジニア 〜ギジュツLOVE〜（2021年4月4日 - 2025年3月24日 月曜 5時15分 - 5時30分[注 84]）

平日朝
- CRモーニングセブン
- ハイ!7時30分です
- 笑児・遊児のおはようさん!
- 7時15分です 今朝もさわやか!（1979年10月 - ）
- 7時15分、西澤暲です（1981年3月 - 1983年9月）
- みよとけいのにゃんにゃんワイド（1983年10月 - 1987年3月）
- 山田健人の俺だってサラリーマン（1987年4月 - 1988年3月）
- 目覚ましラジオ 泰三のいい日朝立ち（1988年4月 - 1991年3月）
- ま〜るい地球と……谷五郎モーニング（1991年4月 - 1995年3月）
- ラジオRAMDA GORO探検隊（1995年4月 - 1998年3月、月曜 - 木曜）
- 谷五郎のOH!ハッピーモーニング（1998年4月6日 - 2006年3月30日）
- ラジ関モーニング 三上公也です（平日 5時50分 - 9時00分）
- 三上公也の情報アサイチ!
- 歌のない歌謡曲（1957年4月 - 2025年3月28日[注 85] 平日 6時45分 - 7時00分）

平日昼前
- ワイド560
- 斉藤くにおのワイドワイド関西
- おはよう神戸から 三浦ひろあきです（1979年10月 - 1983年）
- POP-ON TIME 三上公也の朝は恋人（1983年10月 - 1995年3月）
- スタジオTODAY ホットに語ろう!（1979年10月 - 1995年3月）
- AM KOBEハーバーブリッジワイド〜RADIO PASTA〜（11時00分 - 13時00分）
- ハーイ! パラダイス旅行 三上公也です!
- とれたて奈月のビタミンK（2001年4月2日 - 2004年4月）
- さなえの100%ビタミンK（2004年4月 - 2006年3月30日、11時00分 - 14時00分）
- Sanae's Cafe（月曜 - 火曜 9時00分 - 12時54分　※月曜は12時55分まで）
- よお子のHAPPY工房
- こちら、海の見える放送局（2015年4月1日 - 2024年3月29日）

平日昼過ぎ
- 関西の皆さんへ
- 桂三枝の歌謡曲だよ歌謡曲!
- 鶴三・松枝の歌謡ひる亭
- サテスタおひるのプレゼント
- サテスタ ミュージック プロムナード
- 鶴三・松枝のサテスタ歌謡フルコース
- 歌うサテスタ ヤぁ ヤぁ ヤぁ!
- ランチタイム歌謡曲
- 幸子・幸子で歌いちもんめ（1987年4月 - ）
- さんちか・サテライト・ナウ
- さんちかときめきタイム
- ミュージックハイウェイ
- 歌うラジオ関西
- ミュージックワゴン
- ジャスト ナウ 関西
- 奥田ひろゆき登場!!「ごきげんジョッキー」（1975年 - 1978年11月3日）
- 東西南北・ふれあい広場
- さんちかふれあい広場
- ときめいて昼下がり（月 - 金曜 → 月 - 木曜）
- とことんトーク寄ってけや（1987年4月 - ）
- GOODAY MUSIC WIDE KOBE AFTERNOON CLUB（1989年4月10日 - 1996年8月1日）
- 小林睦郎の晴ればれ神戸丸（月曜 - 木曜）
- 睦郎のその気満タン!ヒット天国（月曜 - 木曜）
- チャチャラジオ（2000年4月3日 - 2006年3月30日）
- ラジ関アフタヌーン（2006年4月3日 - 2008年3月27日、月曜 - 木曜 13時00分 - 15時45分）
- 谷五郎のこころにきくラジオ
- 気ままなカフェテリア（月曜 - 金曜 16時00分 - 16時30分）
- こちら、海の見える放送局 PLAYLIST of Harborland（2019年4月1日 - 2024年3月29日、月曜 - 金曜 13時30分 - 14時30分）
- PUSH!（2020年4月 - 2022年3月、月曜 - 木曜 15時00分 - 17時35分→16時00分）
- 水曜ききもん ( - 2024年3月27日、水曜13時00分 - 13時25分)
- ニュースの景色（2024年4月1日 - 2025年3月31日、月曜 - 金曜 12時00分 - 12時30分）

平日夕方
- 木元英治の夕空にヨイショ!
- ニュースワイド ソナー'○（平日夕方のローカルニュース、1978年 - 1987年3月、※○には放送年の西暦下2桁の数字を入れていた）
- 露の団六のニュース大通り
- 話題屋団六大通り
- CLICK TODAY
- イブニングらじかん 三上公也です
- 時間です!林編集長（2009年3月30日 - 2020年3月31日）
- ニュースタイムライン（2020年10月1日 - 2024年3月28日 月曜 - 木曜 16時30分 - 17時35分）

平日夜
- ニュース22（1994年4月 - 2000年3月）
- 神戸アコースティックストーリー（1999年10月 - 2001年3月）

その他
- レースコーナー
- 小山乃里子の歌謡専科（月曜 18時00分 - 20時30分）
- 幕末ファン倶楽部（月曜 21時15分 - 21時30分）
- 藤原浩の"今夜はどないしょん"（火曜 21時00分 - 21時30分）
- 福井芝政ワールドミュージックツアー（金曜 21時00分 - 21時30分）
- 植草貞夫の青い空・白い雲（月曜 18時00分 - 19時00分）
- ラジ関 洋楽コレクション（水曜 27時30分 - 28時00分）

『夢の続きは耳元から』の姉妹番組。
- 吉本海岸通りラジオ劇場
- ミュージックシャトル
- 新・神戸ジャズ物語（火曜 19時00分 - 21時40分）
- おもしろ神戸・ラジ関寄席（木曜 19時00分 - 20時00分）
- ワタナベフラワー 練乳ラジオ（木曜 21時00分 - 21時40分）
- 門倉有希の“にゃんとかするさ”（木曜 21時40分 - 22時00分）
- 宮崎武と小川リエの「演歌道」
- 森脇健児《村》 〜モリワキケンジビレッジ
- Dr.越久村の歯ッピー相談
- 平井博道の“歌と心のハーモニー”
- 青い目の人形「メリー」再会の旅
- 角座演芸アワー〜道頓堀から生放送!〜
- まるスポ!Friday
- ジャズライブinソネ
  - ジャズライブ コレクション
- 夜のヒット歌謡
- Permanent Fishのアカペラの時間
- 世界名作映画BEST50
- ヒラタ屋本舗!おもしろトラベル!!
- 本気で結婚しよう!
- another side of KOBE〜もう一つの神戸をあなたに〜
- 私立アリエン学園.net
- 岩谷時子 生誕100年 愛の賛歌を永遠に
- 婚活するならここでしょう!心でしょう!
- 明日への備え・震災の記憶を対策
- 放芸's
- 千成奴の笑和の玉手箱
- もじゃ先輩とさくら君
- ジンジンジン高麗人参!朝から元気ラジオ
- おはようラジ関演芸
- 梓夕子の“歌謡ホームラン”
- 桑田一成のエコのWA!ラジオ
- 植村茂浩の松竹芸能のカドベヤです。
- 友紀希望“歌の旅”
- C.P.United Feat.奇異太郎少年の妖怪絵日記&バーナード嬢曰く。
- 勝手にロック
- 知識向上Factory.
- CRK ミュージックヘッズ
- 戦国アリエン武芸帖
- 歌の宝石箱
- おもしろひょうご楽〜兵庫県政150周年五国スペシャル〜
- 教えて!ティーチャーズ
- RUNキャス!〜RUN CASTLE〜
- YUNのHOT SONG
- KOBEハーバーカーニバル!
- THE TOMBOYSのDream Tues Box
- Permanent FishのHappy Hump Day!
- ひでさんの健康ライフ
- ハートフル正村の優しさと愛があふれる結婚相談所
- ジュミの"ムーンライトハーバー"
- LUN!LUN!RUN!
- ココロ虹色
- ひづきようこの今宵の宴
- 恵王エルのススメ!三冠らじお
- 放芸ロケ部、いってきます!!
- アンドロイドの兵庫五国連邦
- アンドロイドの統一委員会
- 加西の町からこんにちは
- BECOMING
- アスキングライフのアスキングライブ
- Jujuの数珠つなぎ
- そえんじの機嫌よう喋らせてぇ
- 介護ってなぁーんだ
- こんにちは ツキムラです。
- KOBEハーバーカーニバル!
- 恵王エルのススメ!三冠らじお
- ササキ・ナカイの"目の覚めるような話し"
- けんじとMyu-aの「GOGO!おしゃべりダイエット!」
- 山田壽一の"心唄"
- 中山ひさしの「ワンポイント歌謡曲」
- 歌ものがたり
- ESPエンタテインメントオールザットキャン
- ありがとう乙吉
- 週明けクマチャンネル
- さくらいりょうこの「夢と生きる」
- 演歌百撰
- Shinji Pの夢を追いかけて!
- TUBEでカンパイ!!!
- オサムとトモコの「パンドラの箱」（2021年12月 - 2022年3月、月曜 21時30分 - 22時00分）
- ウチら、彩りアドバイザー!（ - 2022年3月、火曜 20時00分 - 20時30分）
- 名曲ラジオ 三浦紘朗です（2008年10月 - 2022年3月、水曜 18時00分 - 19時30分）
- あつまれ!ふじくんの森（ - 2022年3月、水曜 19時30分 - 20時00分）
- 寺谷一紀とい・しょく・じゅう!（ - 2022年3月、木曜 18時00分 - 20時00分）
- RoB Station RADIO（ - 2022年9月、火曜 21時00分 - 21時30分）
- 瀬戸つよし80’s DE show（ - 2022年9月、火曜 21時45分 - 22時00分）
- ビバ!タカラジェンヌ（1980年 - 2023年9月25日）
- 要と洋子の「千夜一夜」（ - 2023年12月、月曜 21時30分 - 22時00分）
- TAIKIの「歌謡ナイト」（2023年10月3日 - 2024年3月26日、火曜 21時45分 - 22時00分）
- MadaMadaMのご馳走ラジオ（2024年4月2日 - 2024年9月24日、火曜 21時30分 - 21時45分）
- オレたちの夢（2023年10月2日 - 2024年12月30日、月曜 20時00分 - 20時30分）
- 今井宏美の"テイク・ア・ブレイク"（ - 2025年3月25日[注 86]、火曜 21時00分 - 21時15分）
- 中山ひさしのひとりごと（ - 2025年3月25日、火曜 21時30分 - 21時45分）
- シネマクエストラジオ[注 87]→CINEMA-EYE RADIO[注 88]（?[注 89] - 2025年3月27日、木曜 21時00分 - 21時30分）
- カンピオーネ!レオネッサ!!
- まんてんキャンプ部（2022年10月2日 - 2025年3月31日、月曜 20時00分 - 20時15分[注 90]）
- 山口みさとのホッと♡ミュージック（2024年10月19日 - 2025年6月26日、火曜 21時15分 - 21時30分[注 91]）

### 金曜日
金曜日朝
- ラジオRAMDA ふじわらまさみの朝
- ラジオRAMDA いけださちこの朝
- 金曜サラダ情報局
- 羽川英樹の情報アサイチ!
- 岩崎和夫の情報アサイチ!
- 川浪ナミヲの情報アサイチ
- ラジオRAMDA 金曜シューズ探検隊
- ジェフ&かずぼんの飛んでもフライデー

金曜日昼前
- 金曜バンバン ゴメンネ!?ばんばひろふみDE（2000年4月7日 - 2004年3月26日）

金曜日昼過ぎ
- ゆったりフライデー
- 木岡雅恵のMusic Bon Bon
- 雑貨屋サイトー商店
- ドラ金 小曽根Co.カンパニー（1987年4月 - ）
- 佐川満男のブギウギ神戸丸
- ジェフとあやめの金曜KANSAI丼
- ラジ関金曜 小山乃里子です（13時00分 - 16時00分）
- 春名優輝 PUSH!（2019年10月 - 2020年3月、15時00分 - 17時42分）
- 田辺眞人のまっこと!ラジオ（ - 2024年3月29日、14時30分 - 17時35分）

金曜日夜
- ピンチのあとにチャンスあり!（ - 2022年3月、20時30分 - 20時45分）
- マンドリルカレーpresents 怪奇!YesどんぐりRPGのラジオばあちゃんの踊り場の間ん家のうさぎ（ - 2022年3月、20時30分 - 20時45分）

- “私が知ってる中国と日本”（ - 2022年3月25日 21時30分 - 21時45分）
- よしもと☆のびしろアワー（ - 2022年3月25日 22時00分 - 23時55分）
  - 第1週：さしよりからし蓮根 - 熊本放送（RKKラジオ）へ毎週およそ30分放送版に分割編集されてネット。
  - 第2週：紅しょうがのきざまんといて!
  - 第3週：ネイビーズアフロのレディGO!HYOGO
  - 第4週：月替わり
  - 第5週：濱田祐太郎のぽこいちラジオ
- エビス大吉ブラザーズの明日も大吉 （ - 2022年9月 21時30分 - 22時00分）
- 鈴音の音楽箱（すずねのミュージックボックス）（2024年4月 - 2024年6月 第4週のみ 20時30分 - 21時00分）
- 桑原由気と本渡楓のパリパリパーリィ☆（2017年7月7日 - 2025年3月28日 23時30分 - 24時00分）

### 土曜日
土曜日朝
- 朝のプレデュード
- お早よう!サトウサンペイです
- お早よう!小林治雄です
- 飛べ!熊五郎 只今大奮斗!
- 海原小浜のドーンとしゃべって90分
- 海原小浜の太陽におはよう（1976年 - 1995年3月、7時30分 - 9時30分→7時15分 - 10時15分）
- 土曜バンバン!やってもいいかな?!（1995年4月8日 - 2000年3月25日）
- ハンサムサタデー 雀々ワイド
- クイズじゃこまつハニオ
- 藤俊のハチキレスーパーワイド DO YOU SATURDAY!?（2003年4月5日 - 2005年9月24日）
- 羽川英樹 のんびりサタデー（2005年10月1日 - 2008年3月29日、8時00分 - 10時00分）
- 羽川英樹の快速急行・神戸発!!（2008年4月5日 - 2010年3月27日）
- 桂春蝶のちょうちょ結び （2019年4月 - 2020年3月28日、8時00分 - 10時00分）
- 旭堂南鷹の"ニャン"と「素敵な時間」( - 2024年6月 6時30分 - 6時45分)

土曜日昼前
- 桂三枝のズバリ!!大番組
- 織田正吉のほのぼの60分!（1975年 - 1976年）
- 織田正吉のそれ行け!きらめき（1976年 - 1987年）
- サタディ・インフォメーション・アワー
- マーク・ヘーゲンのCRアクションボイス
- 週刊きいてごラジろ（1987年 - 1995年3月、10時15分 - 14時00分→12時40分）

土曜日昼過ぎ
- サテスタミュージックサタデー
- バンバン・タカコのサテライトスペシャル
- ハッピーサタディ
- テレテレ三度笠!（1971年11月 - 1982年3月）
- テレテレサタデーリクエスト（1982年4月 - 1988年3月）
- CRJUMPリクエスト ピーターパンクラブ

土曜日夕方
- わいわいヤング
- 藤川京子のビューティフル競馬（16時30分 - 17時00分）
- 競馬ノススメ（16時30分 - 16時40分）
- 武田梨奈のこだわりな時間（2021年6月5日 - 2022年9月24日、17時00分 - 17時30分、ラジオNIKKEIへネット）
- 時代のトビラ〜open the tomorrow〜（ - 2022年9月24日、17時40分 - 17時45分）

土曜日夜
- 週刊ラジトピ（ - 2022年3月26日、18時00分 - 18時15分）
- 原田伸郎のドクターズ・トーク（18時30分 - 19時00分）
- 歴パ!ひょうご地域遺産バトンリレー （ - 2021年12月、18時40分 - 18時50分）
- 木村三恵のアイドルパラダイス（※2022年3月時点 19時30分 - 20時00分 2022年4月以降再度一旦休止扱い）
- GEMS COMPANYのさらば、ラジオ。（2020年4月4日 - 2022年3月26日[注 92]、22時00分 -22時30分）
- セケンテー/ぼくらは囚われない（ - 2024年3月30日、20時00分 - 20時30分）
- アスカツ!（2023年4月1日 - 2024年9月28日、20時00分 - 20時30分）
- Uken Park（2024年4月 - 2025年3月8日、第1・2週20時00分 - 20時30分）

その他
- KOBE MUSIC COMPANY - 『CRK MUSIC H.E.A.D.S.』に出演者ごと移行
- 林原めぐみのHeartful Station
- 兵庫県高齢者放送大学ラジオ講座
- 長寿バンザイ
- 競馬バラエティ UMAJINサタデー
- 濱田のり子 ハートのおもてなし
- 私立アリエン学園DX
- 高本めぐみの音めぐり♪
- 小澤亜李 元気のでるラジオ!!
- フレッシュたかまつ
- 植田圭輔・多和田任益のカミテかシモテか
- Dr.中村と聴く 心と体と音楽と
- 山崎整の西播磨の山城
- 北原ゆかの"Landing radio"
- グットクルーのグッとくるRADIO
- 大西久光の本物のゴルフ
- 夢とロマンの昭和歌謡
- 耳寄り!夏の疲労対策
- 大阪男塾のぶった斬り～日本一くだらないラジオ～

### 日曜日
日曜日朝
- クラシックでお早う
- チャコのおはようペティオ!（6時50分 - 7時15分）
- 旭堂南鷹の今昔"なにわ物語"（ - 2025年3月30日 7時00分 - 7時15分）
- ラピスモーニング（ - 2022年3月27日 8時00分 - 8時20分）
- JAZZって年金どっと来む（8時15分 - 8時45分）
- 078RADIO（ - 2022年3月27日 9時30分 - 10時00分）
- 近藤夏子のサンキューサンデー→サンデーモーニングルーティーン 日曜は夏子の集い（ - 2022年3月27日 9時30分 - 10時00分）
- 神戸ファッションマートpresents マイホーム・マイライフ(2022年4月 - 2022年9月 9時30分 - 9時45分）

日曜日昼前
- 羽川英樹のぶらっとサンデー
- こんにちよ〜!原田伸郎です（2007年4月8日 - 2010年3月28日）
- CRKミュージックアワー めざせ!サンキング（10時00分 - 13時00分） - 原型は『藤俊のRUN RUN ランキング』でこれはナイターオフ時期の月曜→火曜18時台に放送されていた。2009年の春改編で金曜27時-29時に移行し『CRKミュージックアワー♪ メリケン☆開放区』へ移行。さらに半年後には29時半まで延長。ところがこの半年後には日曜午前中の番組として『めざせ!サンキング』となるなど常に改編の波にのまれていた。
- MUSIC LIFE GARDEN
- さんちかサテスタサンデー（2019年4月 - 2022年3月、12時30分 - 12時55分）
- ワタナベフラワーのウホウホ!ゴリラジオ
- 春名恒明の春らんまん健康通信

日曜日昼過ぎ
- DO YOU SUNDAY（2005年10月 - 2007年3月、11時00分 - 12時55分）
- 神戸発日曜午後一時（13時00分 - 16時00分）
- うき!うき!スマビーチクラブ（1985年4月 - 1986年9月）
- CAN.CAN.POPS FREAKS（1986年10月 - 1991年3月）
- ザ・スポーツサンデー
- ミュージック・ワイド うたOh!ビッグサンデー ～純情気分でJ-SONG～
- 王様ラジオキッズ（2002年4月7日 - 2019年3月31日）
- セオリーのスポーツ数珠つなぎ（2020年4月5日から2023年9月24日）

日曜日夕方
- fls 宇宙人の声（16時45分 - 17時00分）
- スプラジ!（17時00分 - 17時15分）
- GOLF! GIRLS FUN CLUB （ - 2022年3月、17時00分 - 17時15分）
- ラジオ関西情報（17時53分 - 18時00分） - 番組宣伝。CRKで当日から1週間放送される番組の聞き所、及びCRK主催・後援のイベント告知が主。（担当は当日夕方17:30からのニュース担当アナウンサーが兼務）

日曜日夜
- ミエとリリアン丁々発止!（18時30分 - 19時00分）
- リーダーの条件 （ - 2022年9月、18時45分 - 19時00分）
- ラジオ関西 名曲ラジオアワー（2005年10月9日 - 2008年9月、20時00分 - 21時20分）
- 増井孝子のYesterday Once More（2006年10月8日 - 2007年4月1日、21時00分 - 21時50分）
- あるがままに…（21時20分 - 21時50分）
- KOBerries♪のギュッとして!!（23時30分 - 24時00分）
- いまいち萌えないラジオ（2014年6月1日 - 2016年3月27日）
- もぎたて関ジュース[注 93]（2007年4月 - 2024年3月31日、22時30分 - 23時00分）
- 山田壽一の“心唄“（ - 2024年9月29日、20時30分 - 20時45分）
- 大川ひろし&あそう純"これでe演歌!"（ - 2024年12月29日、20時30分 - 20時45分[注 94]）
- せいた・たつやの放課後倶楽部（2024年1月 - 2024年9月29日、23時30分 - 24時00分[注 95]）
- 山口みさとの歌化粧（2023年5月7日 - 2024年9月29日、19時00分 - 19時30分）
- スキマジカンの好きな時間/神戸からのラブソング（2023年10月1日 - 2025年7月28日、21時00分 - 21時30分）

その他
- 街とくらしとミュージック
- ムーンナイトライブ〜G.S.アイラブユー〜
- サテスタ日曜寄席
- 姫っ娘5のアイドルサイドを歩け!!
  - 姫っ娘5の姫路ニンニンラジオ
- 60歳からげんきKOBE
- 夢旅行 〜介護タクシーがかなえます〜
- DIVA誕生までの物語
- Mama Navigation-ママナビ-
- みかこしのラジこし
- 坂井一郎の「かなんな」
- 瀬戸つよしVintage30
- 岸野里香と三上公也のとっておきの神戸
- 名曲モーニング
- 新垣健の愛を求めて
- ふみもとだいすけのFOLKS
- あるがままに…
- Vプレミアリーグインフォメーション がんばれ久光製薬スプリングス
- すこやか!いきいきサロン
- ゆきんこ・りえしょんのいちごまみれだよ〜
- 嶺陽子の歌の散歩道
- ドレドレ♥Lovelys
- The Rootsの「目指せ!カラオケ日本一」
- 田代さや佳のMirache Music Triangle
- ランヒのRAN-RUNラジオ
- シンコペ! 〜enter the エンタ〜
- 板東・板東・晴れ・板東!
- 美山京子の「プレミアム歌謡ショー」
- 杉ひろしの詩が人生!

### 深夜
- レッツゴー歌謡曲
- コーベ コネクション
- ヤング コネクション ポップアイランド（1981年10月 - 1983年9月）
- 真夜中ギンギラ大放送（1982年4月1日 - 1984年9月28日）
- 日産ディーゼルミュージックロード 夜はまだまだ（1983年4月 - 1984年3月）
- Harbor Light 23（1983年10月 - 1987年3月）
- とりあえず ON AIR（1984年10月1日 - 1985年10月）
- ミュージックウェーブ
- 神戸ジャズタイム
- ホットジャズライン
- ミッドナイトガレージ
- がんばれ受験生
- 新野新のウダのウダ（1995年4月 - ）
- PORT JUBILEE
- ハイスクールGO太!!（1998年10月 - 2005年12月まで日曜深夜0時 - 1時（現・『集まれ昌鹿野編集部』枠）に放送していた受験生向けのラジオ番組。文化放送キー局の大学受験ラジオ講座の関西地区向け版後継番組だった。）
- さくらのブロラジ（火曜 25時00分 - 25時30分）
- 松本隆博のマジカルラジオ（火曜 25時00分 - 25時30分）
- スージーズと翔子のオモシロ倶楽部（水曜 25時00分 - 25時30分）
- おとなの普段着（水曜 26時30分 - 27時00分）
- 真夜なかん!かん!（金曜 24時00分 - 26時00分）
- 真夜なかんかんZ（日曜 24時00分 - 26時00分）
- 真夜かんかん過激団
- CRジャンプリクエスト ピーターパンクラブ（日曜 24時00分 - 26時00分）
- マッケンジィーの"Midnightロックジスタウン"（日曜 27時00分 - 27時30分）
- 中村よおのトオリヌケ・ストリート（2005年10月8日 - 2013年1月13日、日曜 27時30分 - 29時00分）
- 梅谷陽子のゆめ恋missing（土曜 27時30分 - 28時00分）
- ANI-TAMA-ZOO Safari
- BLUES NIGHT（月曜 26時00分 - 26時30分） - 『CRK MUSIC H.E.A.D.S.』に出演者ごと移行
- ヒロノツトムの走れタコ
- 寝不足決定!? 39時限目音楽♪
- 秋野静香のしゃべっていいとも
- おとなの歌゛歌゛
- ぬまっち専用ラジオ
- リアルグルーヴのGOTTU FUNKY RADIO
- ミュージックステラ 〜東京発 今夜も気まぐれ〜
- 華織と杜夫のほっといてんか
- ふみのシャンソンと友達と
- コザック前田のガガガガ青春ラジオ
- 哲也の演歌でいこう
- メイ・イズモトのメイさんのひつじ!
- 野中藍 ラリルれ、サタデーナイト。
- 集まれ昌鹿野編集部
- 神戸前向女学院。
- WE LOVE ROCK
- まよなかデリバリー
- 鷲崎健の王様は退屈じゃ!
- おとなののこり汁
- あふぃ☆ラジ〜魔法学院特別授業
- 日野聡・立花慎之介 名門アウトロー学園
- 痛快!バッチリラジオ
- ハーバーヤングジョッキー - ラジオ関西主催の「アナウンサー・タレント研修講座」の生徒研修の一環で、このコースに参加している生徒が中心となって進行している。
- ハートフル正村の結婚相談
- ゆるゆるよゆる
- 橘あきたとMAYUMI愛の“お帰りなさい!”
- 喜多村英梨と花澤香菜の＼おじマシュ〜Radio☆／
- デスデスデスデスデスラビッツですっ!
- AKIBA美少女新撰組 ご覚悟!
- ラジオ おくさまが生徒会長!＋! 〜写真部活動報告〜
- Kenjiro華織のミッドナイト歌謡
- おどろき戦隊 モモノキファイブ
- 木内秀信のほな、いくで!!
- みんなでマナブ!
- 英二&修二&良の“こころのふれあい演歌旅”
- 清川千里の“ふれあい”トーク
- 塩乃華織のしあわせ歌謡
- まじポン!
- ニューにゅうNEW YOUNG
- 奥井雅美 M-Style☆
- バドミントンガールズ〜聖ラファエル学院放送部〜
- BELOVED MEMORIES
- 響木アオを応援するラジオ
- 田中ちえ美・近藤玲奈のきょめらじ♫
- heart&Peace
- 相羽あいな・吉岡茉祐 あかんもんはあかん!
- ダイヤマン蔵立とめだってなんぼ〜!
- 日曜チョップリン
- 小野坂昌也の作家沼
- 京子とあきの「プレミアム歌謡ショー」
- GODの都市伝説RADIO
- さらば青春の光 東ブクロの学生芸人YOAKEMAE（2021年4月4日 - 2022年3月27日 日曜 24時00分 - 24時30分）
- WithLIVEラジオ（ - 2022年9月24日 土曜26時15分 - 26時30分）
- 平野里沙のLet’s fight
- 青井春のBy My Side（2024年2月 - 2024年5月25日 土曜 26時00分 - 26時20分）
- まーさむんじょーぐー（ - 2024年5月25日 土曜 26時20分 - 26時30分）
- 伊香桃子のMOMO相談所（2024年6月1日 - 2024年12月27日 土曜 26時20分 - 26時30分）
- 小野坂・秦の8年つづくラジオ（2017年4月7日 - 2025年3月28日 金曜 24時00分 - 25時00分）
- #Peco活のお時間です（2024年6月 - 2025年3月29日 土曜 26時20分 - 26時30分）
- POP UP[注 49]
  - フリージアンのジャカジャカギューン（2025年4月4日 - 2025年6月27日 金曜 24時00分 - 24時30分）
  - 柴田龍之介の真夜中神戸四分音符電波（2025年4月4日 - 2025年6月27日 金曜 24時30分 - 25時00分）

### ナイターイン
- マンデーミュージックバード（基本は月曜日17時55分 - 19時30分＝終了時間は週によって流動的。また週によっては放送休止となる場合あり、開始年度不明 - 2006年9月）
- サンデーブルーウェーブスタジアム（オリックス・ブルーウェーブ戦）
- アフターナイターミュージック
- 夜のピンチヒッター

### ナイターオフ
- CRミュージックスペース558
- 歌謡天国
- 国広正夫の興奮アリーナ
- CR宅配便・スポーツ&歌謡95
- TOKYO発 CR宅配便
- スポーツ情報宅配便
- デイリーパケット120
- 興奮アリーナPart2
- CRぶっとびリクエスト
- CR・DJリーグ
- ラジオ・パンプキン
- ラジオべんべけべん!
- 神戸サウンドクレパス
- e-リクエスト558
- あしたは日曜…ラジオ関西クラシックス
- 名曲☆ラジオ☆関西（月曜から木曜・土曜18時台 - 20時台）

### その他
- スカイバード交通情報（ヘリコプター上空からの道路交通情報）
- 小室豊允未来満タン!!
- 正木明の天気のソムリエ
- レースガイド
- 第2回火曜会「ラジオスピリッツ2020」最優秀賞「BORDER～ヒョーゴスラビアにおける県境とは?」[33]
- 木村三恵のアイドル♥パラダイス[注 96]
- 兵庫県保険医協会の聴く医療[注 97]
- O Laboのあさカツ![注 98]

## 過去の主な全国ネット番組
ラジオ日本制作
- お金の悩み110番
- 水野雄仁のGスタジアム

TBSラジオ制作
- 全国こども電話相談室
- 野沢雅子がよむこどもの詩 きのう・きょう・ずーっとあした（日曜 12:55 - 13:00）
- ザ・トップ5
- TOKYO JUKEBOX
- THE FROGMAN SHOW A.I.共存ラジオ好奇心家族
- アフター6ジャンクション（2018年10月1日 - 2019年3月29日）
- 横山だいすけ はじめのいっぽ

文化放送制作
- 大学受験ラジオ講座
- 百万人の英語
- ラジオライブラリー「新・人間革命」

ニッポン放送制作
- 内田有紀 夜空にYOU KISS!（1995年10月にラジオ大阪からネット移行、1997年3月まで）
- トヨタ プレシャス・ボックス!（2007年3月まで）
- 小泉総理 ラジオで語る（第3土曜 17:30 - 17:40）
- 三宅裕司 みんなのヒット!（日曜 10:00 - 11:00 2007年3月まで）
- TOYOTA DRIVING TALK（平日 10:32頃 - 10:37頃）
- allnightnippon SUPER!（2001年4月から）
- オールナイトニッポンいいネ!
- HOT'n HOT お気に入りに追加!
- ニッポン全国ラジベガス
- ヤンピース
- 銀河に吠えろ!宇宙GメンTAKUYA（2009年9月まで）
- 相田翔子のスウィート・ソレイユ
- ネットワーク探偵団
- オールナイトニッポンエバーグリーン（2007年4月から）
- 山口良一 今日もいきいきあさ活ニッポン

火曜会制作
- J-Hits COUNTDOWN（木曜 26:30 - 27:00）
- 亀渕昭信のお宝POPS

KBS京都制作
- 私の街から医食同源物語 (火曜 12:50 - 12:55)
- キョートリアル!コンニチ的チュートリアル
- いきいき元気塾
- わかさ生活社長 角谷建耀知の人生は蒔いた種の通りに実を結ぶ
- 角谷健耀知 夢、約束の聖地
- 女の子だって甲子園!夢、約束の聖地

その他
- 魅惑のイージーリスニング（東北放送制作）
- 希望の詩〜桂冠詩人の世界（東海ラジオ制作）
- サトケンの買って!?ちょ〜だい!（KBCラジオ制作）
- VOICE CREW（NACK5制作）
- 歌ものがたり〜時代の歌謡曲〜（ポニーキャニオン制作）
- 川嶋あい On The Street（木曜 20:00 - 20:30）※ナイターオフ番組（『校内放送マイクバトル』放送終了後に放送）
- radioclub.jp（radioclub.jp制作委員会・かつしかFM）
- 心のいこい
- 浄土真宗親鸞会の時間
- 天使のモーニングコール
- パックンマックンのお笑い見聞ロク
- 福田彩乃 ものまね丼
- 心まんたんラジオ
- 宮澤ミシェル・サッカー倶楽部
- 八神純子 MUSIC TOWN

## NRNに加盟していた時期のNRNネット番組
- 私と論語
- 朝の小鳥
- 大学受験ラジオ講座
- 百万人の英語
- 新時代に生きる中小企業
- 日本縦断 歌謡プレゼント
- 円鏡のモシモシ歌謡曲
- フレッシュイン東芝 ヤング・ヤング・ヤング
- ミスタースポーツ
- あの街あの人この話題
- ニッサンふるさと人間ばなし
- コッキーポップ
- 日立ミュージック・イン・ハイフォニック（1972年から）
- ニュース・パレード（1970年4月から）
- 新にっぽん事情
- 歌謡最前線

## アナウンサー

### 現在
（この節の出典としてパーソナリティー一覧があるが2024年8月時点では掲載の対象外である）
- 古田彰満（1995年入社、営業部より2007年10月に復帰）
- 池田奈月（1996年入社。2004年に1度退社し、フリーののち2015年に復帰）
- 佐藤淳（東京支社の営業担当及びラジオ関西のアニラジ枠アニたまどっとコムの番組プロデューサーだったが、2022年に復帰）

### 過去
男性アナ
- 岩崎和夫（1979年 - 2001年、フリー）
- 三浦紘朗（1965年入社、フリー）
- 国広正夫（1974年 - 、元姫路営業所・東京支社長。 2008年3月17日より本社勤務となり、同年4月にアナウンサーに復帰。2012年定年退職）
- 牛尾淳（1980年 - 2005年、フリー）
- 奥田博之（退社⇒フリー）
- 木元英冶
- 斉藤邦雄（一部の番組には「斉藤くにお」名義で出演）
- 玉井孝（朝日放送に移籍⇒フリー）
- 矢野泰三（1964年入社、現在は独立しカラオケ屋店長）
- 山田健人（取締役を務め、退社後県内のコミュニティFM局・エフエム三木の局長を務めた(こちらも辞職)。）
- 正井巧（開局第一声を担当）
- 松島武雄（フリー）
- 前田隆
- 皆川儀太郎
- 森本喬樹
- 三上公也（1979年入社、2022年定年退職[35]）
- 林真一郎（2024年3月退社）
- 春名優輝（2018年入社、2024年3月退社）

女性アナ
- 加藤逸子（フリー）
- 吉田秀子（報道制作部長を務めた後に、2010年定年退職）
- 石井節子（フリー）
- 大牧焼子（フリー）
- 小山乃里子（1965年 - 1971年、フリー、2024年死去[36]）
- 小柳絹代
- 河野春美
- 橋本幸子
- 池田幸子
- 森山和美（一部の番組には「森山かずみ」名義で出演）
- 津田明日香（2018年 - 2022年、フリー）

その他
- 末広光夫（音楽番組のプロデューサー。後に退職後フリーとなり、ジャズ評論家）
- 森下悦伸（元「ジローズ」メンバー。番組プロデューサーを経て、現在専務取締役）

1970年代末期から1980年代初期には、関西地方に3球団（阪急ブレーブス・南海ホークス・近鉄バファローズ）の本拠地が集中していたパシフィック・リーグの公式戦を自社制作で中継する構想があったため、公立中学校の教師だった岩崎和夫などを中途採用扱いで入社させていた。岩崎は入社後にスポーツ実況の研修を受けていたが、後に構想が頓挫したため、スポーツの担当から外れた。
2024年3月で野球実況可能なアナウンサーがいなくなったため「全国高等学校野球選手権兵庫大会」決勝戦の放送の実況は外部のアナウンサーが行う。

## ニュース担当の契約アナウンサー
※ 退社、OB、人事異動も含む・五十音順
男性アナ
- 堀江良信
- 秋山つとむ

女性アナ
- 小田根実穂
- 久保佳代
- 高塚恵子（オフィスキイワード所属の契約アナ）
- 藤田きょう子（ - 2007年4月1日）